# Cathédrale de la Sainte-Trinité de Laval
Pour les articles homonymes, voir Cathédrale de la Sainte-Trinité.
La cathédrale de la Sainte-Trinité de Laval est une cathédrale catholique romaine située dans la ville de Laval, chef-lieu du département de la Mayenne, en France. Elle se trouve dans le centre-ville, entre la place Hardy-de-Lévaré et la place de la Trémoille.
Commencée au XIe siècle, elle a subi de nombreuses modifications au cours des siècles, avant de recevoir son aspect actuel au début du XXe siècle. Ces multiples transformations lui donnent un caractère composite, sans véritable cohérence.
Tout d'abord simple chapelle, puis église paroissiale, elle ne devint cathédrale qu'en 1855, lors de la création du diocèse de Laval. Elle a été choisie avec 1 034 autres monuments antiques et médiévaux pour être classée monuments historiques en 1840.
En tant que cathédrale, elle est propriété de l'État aux termes de la loi de 1905. Affectée au culte, elle fait partie de la paroisse Trinité-Avesnières-Cordeliers, avec la basilique Notre-Dame d'Avesnières et l'église Notre-Dame-des-Cordeliers, paroisse confiée à la Communauté Saint-Martin depuis 2019.

## Histoire

### Moyen Âge

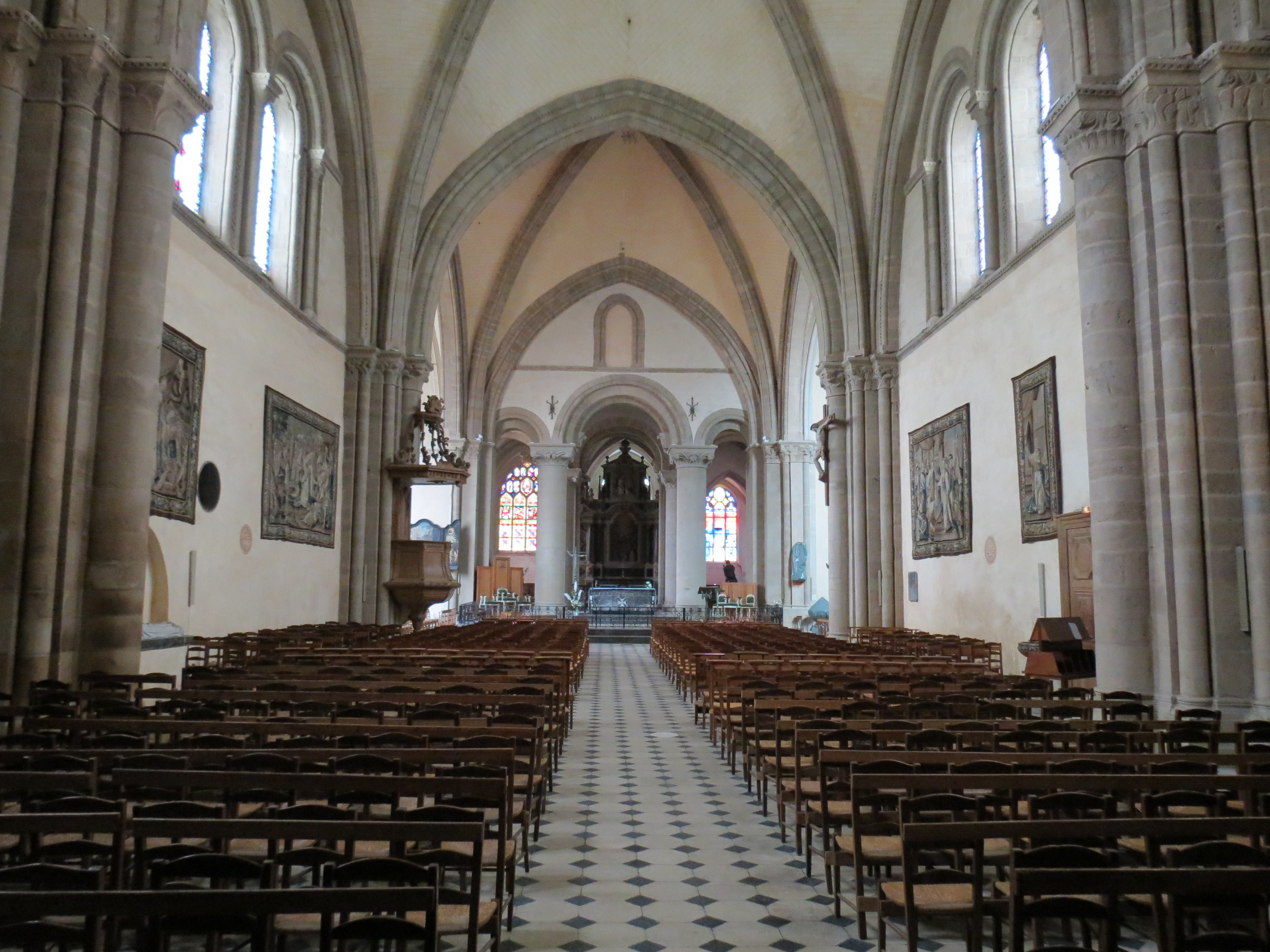
La nef et ses voûtes angevines du XII.

Les différentes étapes de construction de l'église.

La cathédrale a été fondée en tant que chapelle paroissiale au XIe siècle. La ville de Laval était alors en train de naître autour de son château, et le territoire relevait du prieuré de Notre-Dame de Pritz, situé à quelques kilomètres au nord, où il était difficile d'accéder en temps de guerre. Ce prieuré relevait lui-même de l'abbaye de la Couture, près du Mans.
Ce sont donc les moines de la Couture qui ont lancé la construction de la chapelle, vers 1070. L'époque et les circonstances de la fondation de l'église de la Trinité sont l'objet d'une controverse historique étudiée par Isidore Boullier, provenant d'une erreur contenue à l'origine dans le  Dictionnaire topographique historique généalogique et bibliographique de la province du Maine d'André René Le Paige.        
Une note de dépenses, écrite au XIe siècle par un moine de l'abbaye de la Couture dans un manuscrit contenant des opuscules de Rémi d'Auxerre, de saint Augustin et de saint Ambroise contient la première mention écrite de l'église de la Trinité. Ce document renseigne sur l'époque de la construction de l'église ainsi que sur son plan primitif.
L'église construite au XIe siècle était de petite taille et de style roman. Elle se trouvait à l'intérieur des remparts, et à cause de l'exigüité du terrain disponible, elle ne put être orientée vers l'est. À la place, les architectes adoptèrent pour une orientation sud-est. Par ailleurs, le chœur dut être construit sur un terre-plein en terre.
Des agrandissements ont lieu à la fin du XIIe siècle, après que l'édifice a été élevé au rang d'église paroissiale, entre 1150 et 1185. Des voûtes gothiques angevines sont ajoutées afin de surélever l'édifice, et le clocher est refait,. L'avènement de Guy X de Laval en 1333, selon Couanier de Launay aurait été célébré avec une pompe inaccoutumée, et serait à l'origine d'un sinistre : l'incendie consécutif à un feu grégeois de la flèche de l'église. La flèche fut reconstruite sur le même plan.
L'église primitive avait une nef qui faisait approximativement la même taille que celle visible aujourd'hui. Le transept était étroit, ouvert par un grand arc en plein-cintre encore visible, ainsi que par des passages berrichons. Le clocher était situé sur la croisée du transept, soit au même endroit qu'aujourd'hui. Enfin, le chœur comprenait une abside en cul-de-four encadrée par deux absidioles,.
Parmi les catastrophes qui ont marqué les esprits, figure l'incendie de 1383 : déclenché par la foudre, il fait fondre le plomb de la toiture qui se met à couler en ruisseaux.

### Époque moderne

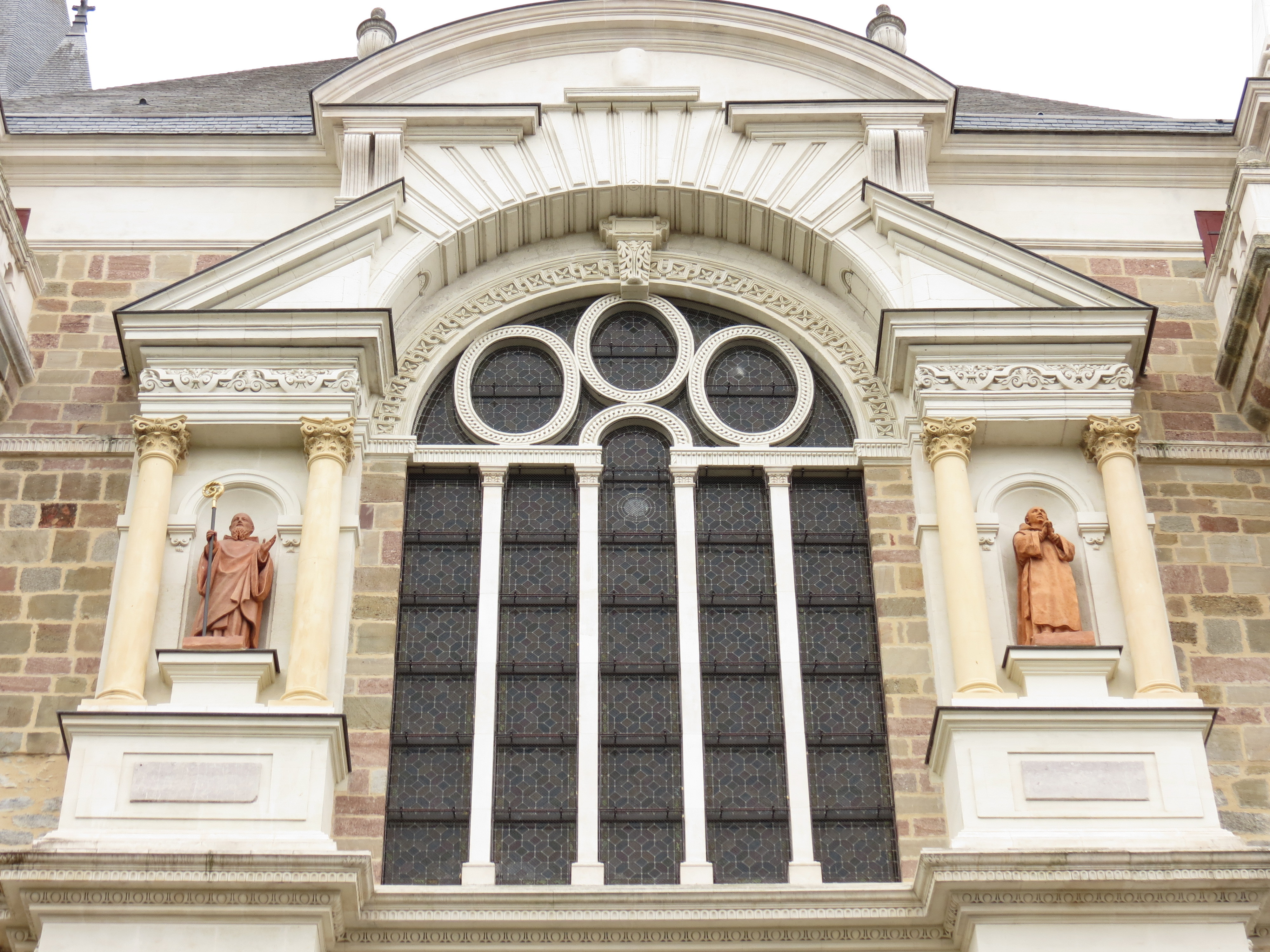
La grande baie du transept nord date du XVIe siècle.

Pendant la guerre de Cent Ans, Laval est assiégée par les Anglais, qui s'en emparent, puis reprise par les Français. La ville est endommagée par le conflit, et des grands travaux de reconstruction ont lieu pendant la seconde moitié du XVe siècle, notamment au château. La ville se relève très vite du conflit, et le commerce de toiles lui assure une certaine prospérité et une croissance démographique.
L'église de la Trinité profite de l'essor de la ville, puisque de nombreuses améliorations sont entreprises. Les travaux commencent avec la construction d'une sacristie, accolée au mur sud-ouest de la nef, en 1462, et d'un nouveau porche en 1465. Le chœur roman fut abattu en 1482 pour être reconstruit sur une surface plus importante. Cette surface avait été prise sur un ancien cimetière. Le nouveau chevet était plat et comptait deux chapelles latérales.
Au XVIe siècle, l'église est encore agrandie. Comme la place manque, il n'est possible de prolonger l'édifice que sur l'ancien cimetière et sur la rue Renaise. Au sud-ouest, l'église est bordée par les remparts qui forment un obstacle infranchissable. Les paroissiens de la Trinité ont beaucoup fait pour améliorer leur église C'est à cette époque que les paroissiens s'opposent au comte Guy XVI de Laval en lui refusant le titre de fondateur, et lui font un procès (voir Guy XVI de Laval). Une insurrection se souleva et se porta en 1516 contre le château de Laval, contraignant le comte à fuir.
Il est fait construire aux frais des paroissiens deux chapelles au nord-ouest du chœur. Construites entre 1517 et 1541, elles sont en rupture complète avec le reste de l'église, puisqu'elles adoptent l'architecture de la Renaissance. Les détails les plus caractéristiques sont la coupole ovale et le portail. Le comte de Laval ou les membres de la famille de Laval ne vinrent en aide aux paroissiens que pour l'acquisition des vitraux :
- Guy XVII de Laval et sa femme donnèrent en 1542 « deux belles vitres peintes, l'une représentant le grand-prêtre Melchisedech offrant du pain et du vin à Abraham, et l'autre la forte Judith »[14].
- Simon de Heemsce exécute pour l'église deux verrières désormais disparues : une datée de 1543[15] sur une commande de François de Laval qui effectue un don pour l'une des chapelles récemment bâties, la seconde datée de 1556[16], pour la vitre de la chapelle de Notre-Dame-de-Pitié.

Le 16 janvier 1563, entre 2 h et 3 h de l'après-midi, la flèche de l'église prend feu est une seconde fois détruite. L'église est très endommagée. La flèche n'est pas reconstruite, elle est remplacée par une petite tour carrée. L'autel est rétabli comme précédemment.
Le portail n'a été terminé qu'en 1597. Les travaux avaient en effet été interrompus par les guerres de Religion entre 1583 et 1595.
Le 28 mai 1600, le curé Antoine Besnier est tué à l'autel d'un coup d'arquebuse tiré de la porte de la nef.
Un escalier d'accès fut construit devant en 1734. En 1701, une tempête le 2 février abat 40 pieds de la haute charpente de la nef. Une partie s'écroule sur la voûte, l'autre sur une maison voisine. La voûte de la Trinité ne s'écroule pas. On retrouve la relation de cet évènement dans l'ouvrage d'Isidore Boullier, Recherches historiques sur l’église et la paroisse de la Trinité de Laval, Laval, 1845, p. 310-313. Des actes de décès concernent trois femmes tuées lors du mouvement de panique de la foule. Il est probable que d’autres personnes encore sont décédées plus ou moins longtemps après cette journée, des suites de leurs blessures.
Pendant les travaux d'extension, l'intérieur de l'église est lui aussi embelli. Il faut aussi réparer et consolider car l'église avait beaucoup plus souffert de l'ouragan de 1701 qu'on ne l'avait d'abord pensé. Avant la Révolution, l'église compte ainsi quinze autels et plusieurs grands retables. On place au milieu du XVIIIe siècle le grand autel, les marches et les crédences de marbre. On élève la grande tribune du bas de la nef en 1770 et on y place un orgue.

### Depuis la Révolution
Pendant la Révolution, l'église est dégradée, mais les destructions restent minimes. Louis Guilbert, procureur de la commune de Laval préside à sa dévastation et à sa transformation en Temple de la Raison pour le Culte de la Raison et de l'Être suprême : on dit qu'il prenait plaisir à frapper lui-même les statues et les ornements, pour les briser. Parmi les statues qui décoraient la Trinité au-dedans et au-dehors, celle de la Sainte-Vierge seule est épargnée. Elle est transformée en statue de la Liberté.
Vers 1840, les remparts situés près de la cathédrale sont démolis, et ils laissent un vaste espace à construire. L'église peut donc être étendue vers le sud-ouest, et un bras de transept néo-roman ainsi qu'un collatéral du chœur sont édifiés entre 1847 et 1850. Ils permettent de rétablir une symétrie avec les extensions du XVIe siècle, qui se trouvent de l'autre côté.
L'église devient cathédrale en 1855, mais aucune extension n'est projetée. Des travaux de rénovation sont cependant conduits à partir de 1885. L'église avait souffert d'un ouragan en 1702, et les piliers et les contreforts de la nef sont renforcés. La façade sud, lézardée, est refaite en style néo-roman entre 1889 et 1900. La nouvelle sacristie, construite en 1897, est la dernière extension apportée à la cathédrale.

### LeXXesiècle

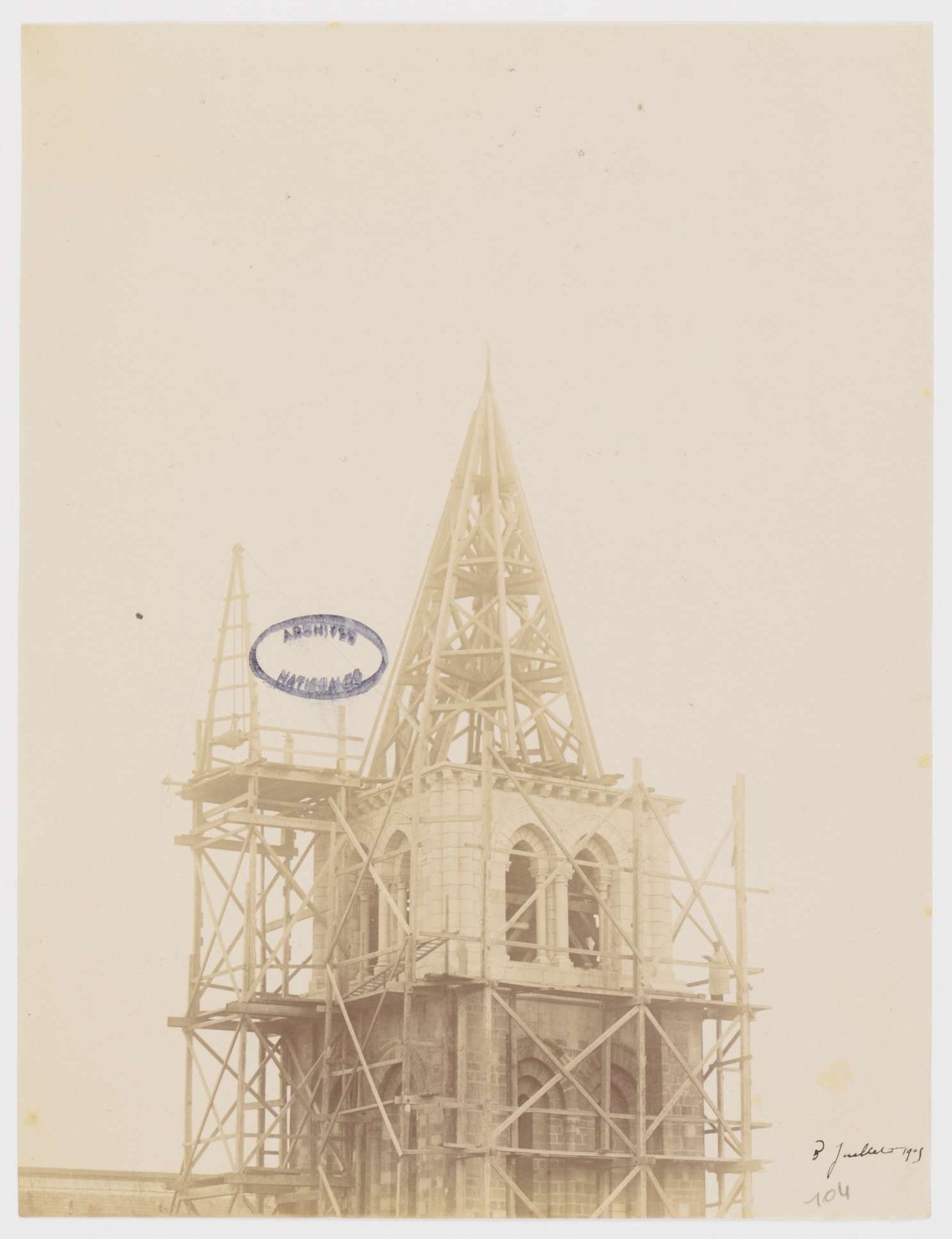
Reconstruction du clocher, 1905.

En 1900, les piliers soutenant le clocher sont remplacés par des colonnes en granit, plus fines, et le clocher est lui-même surélevé d'un étage en granit entre 1904 et 1905,. Cette surélevation d'une tour est copie conforme de l'abbaye de Saint-Germain-des-Prés, à Paris.

Plan de la cathédrale, avec les époques de construction.

## Architecture

### Nef

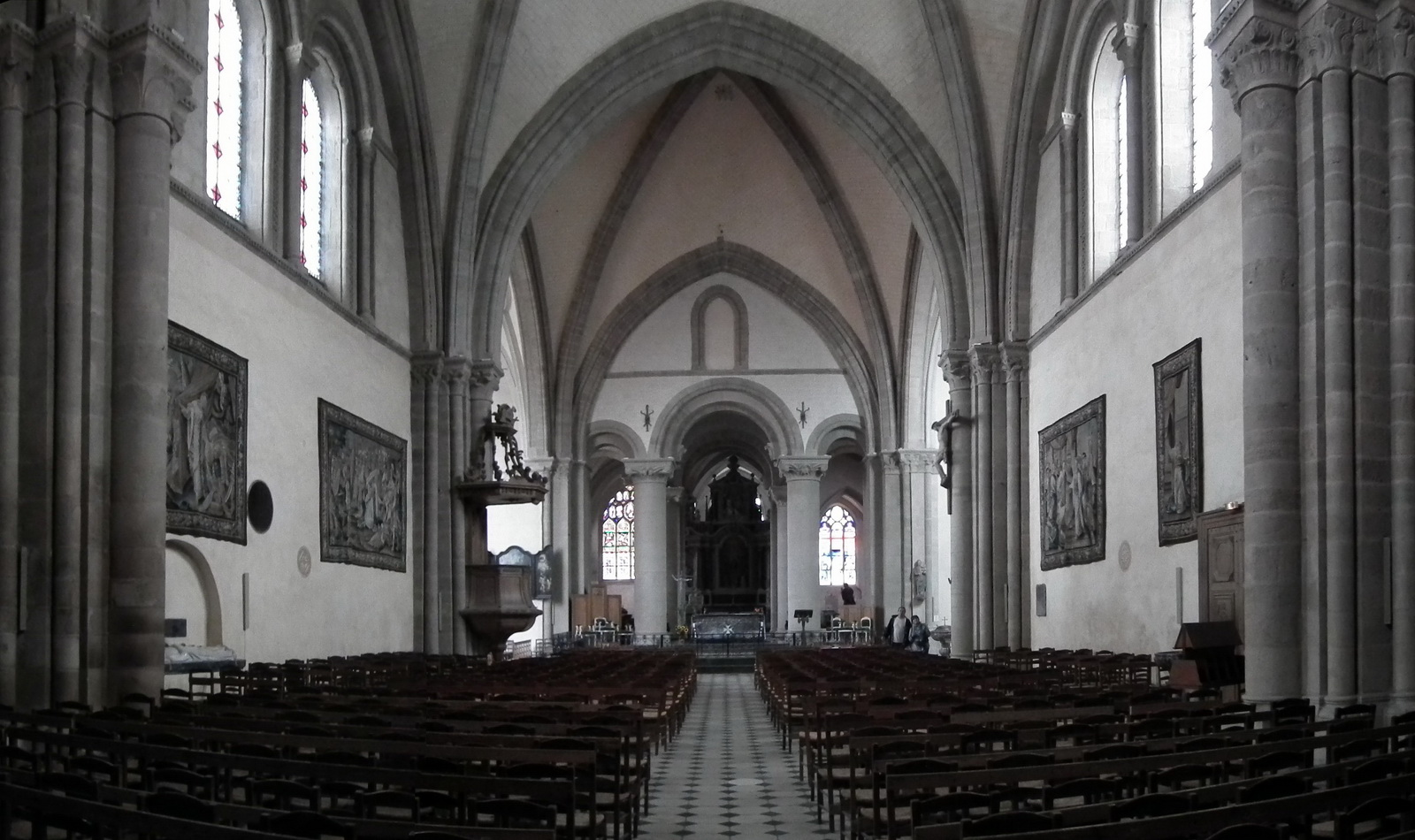
La nef.

La cathédrale présente un plan en croix latine irrégulier. La nef a gardé ses dimensions du XIe siècle, mais elle a été largement modifiée au XIIe siècle, avec l'ajout de voûtes gothiques. Elle ne compte qu'un seul vaisseau ainsi que trois travées carrées. Les vestiges de l'église du XIe siècle sont rares, et la cathédrale compte peu de traces romanes. Les derniers éléments les plus visibles sont l'arc qui séparait la nef du transept, ainsi que les passages berrichons qui l'encadrent.
Depuis les travaux du XIIe siècle, la nef comprend deux niveaux. Les voûtes sont inspirées de celles de la cathédrale Saint-Maurice d'Angers, qui ne possède elle aussi qu'un seul vaisseau. Elles reposent sur des croisées d'ogives très bombées, qui caractérisent le gothique angevin. La surélévation de la nef a nécessité le renforcement des piliers du XIe siècle. Ceux-ci font environ un mètre de saillie intérieure et extérieure.
L'éclairage de la nef suit aussi le modèle de la cathédrale d'Angers. Chaque travée est éclairée par deux fenêtres géminées en plein-cintre. La travée extérieure est la seule dont les voûtains sont décorés de liernes. Sa clef est par ailleurs ornée d'un Agnus Dei. Ces différences de traitement montrent que cette travée est la dernière à avoir été construite, et que les travaux commencèrent par le transept.

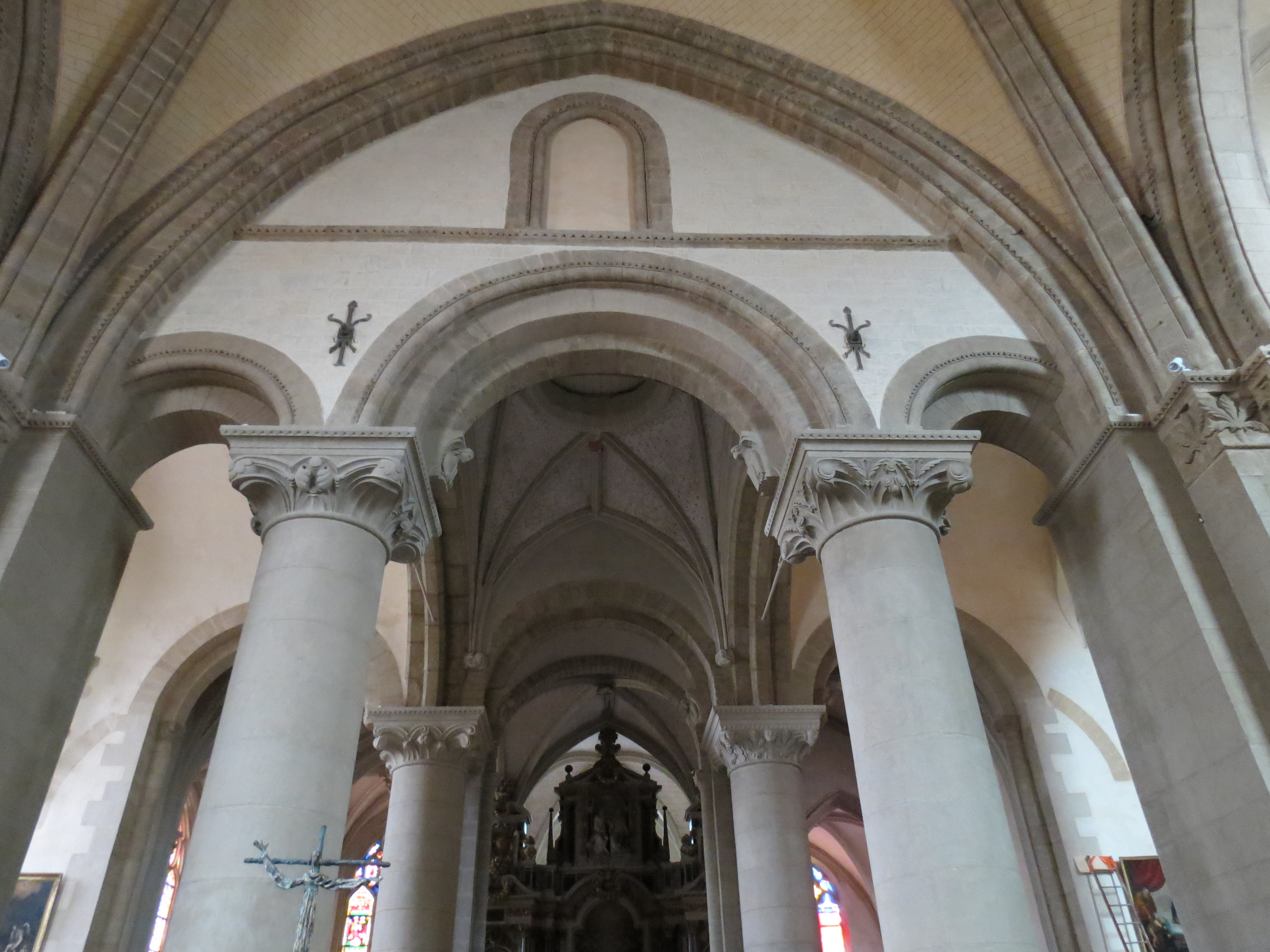
L'arc séparant la nef du transept et les anciens passages berrichons.
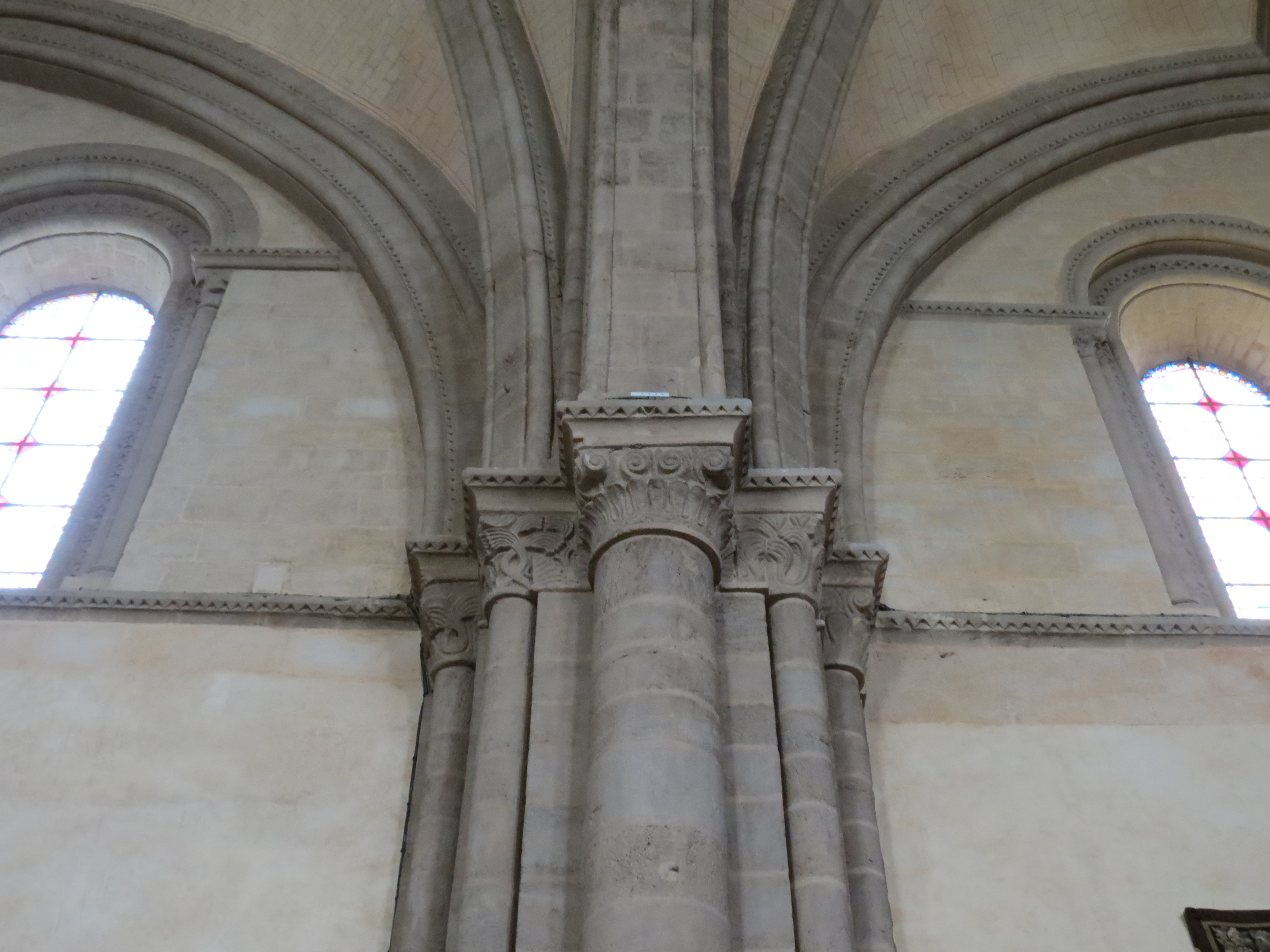
Piliers romans de la nef.
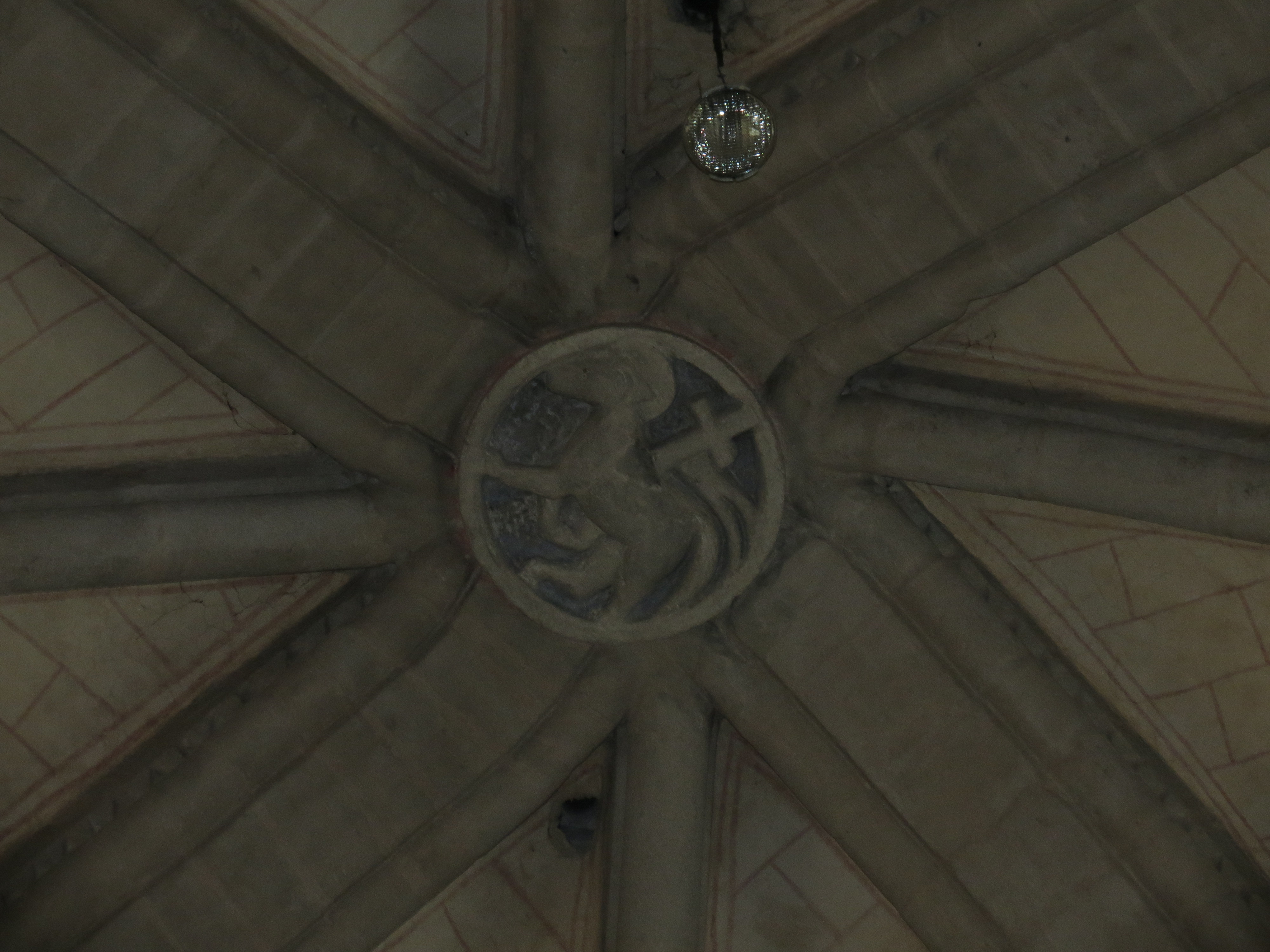
La clef de voûte de la première travée, ornée d'un Agnus Dei.

### Transept

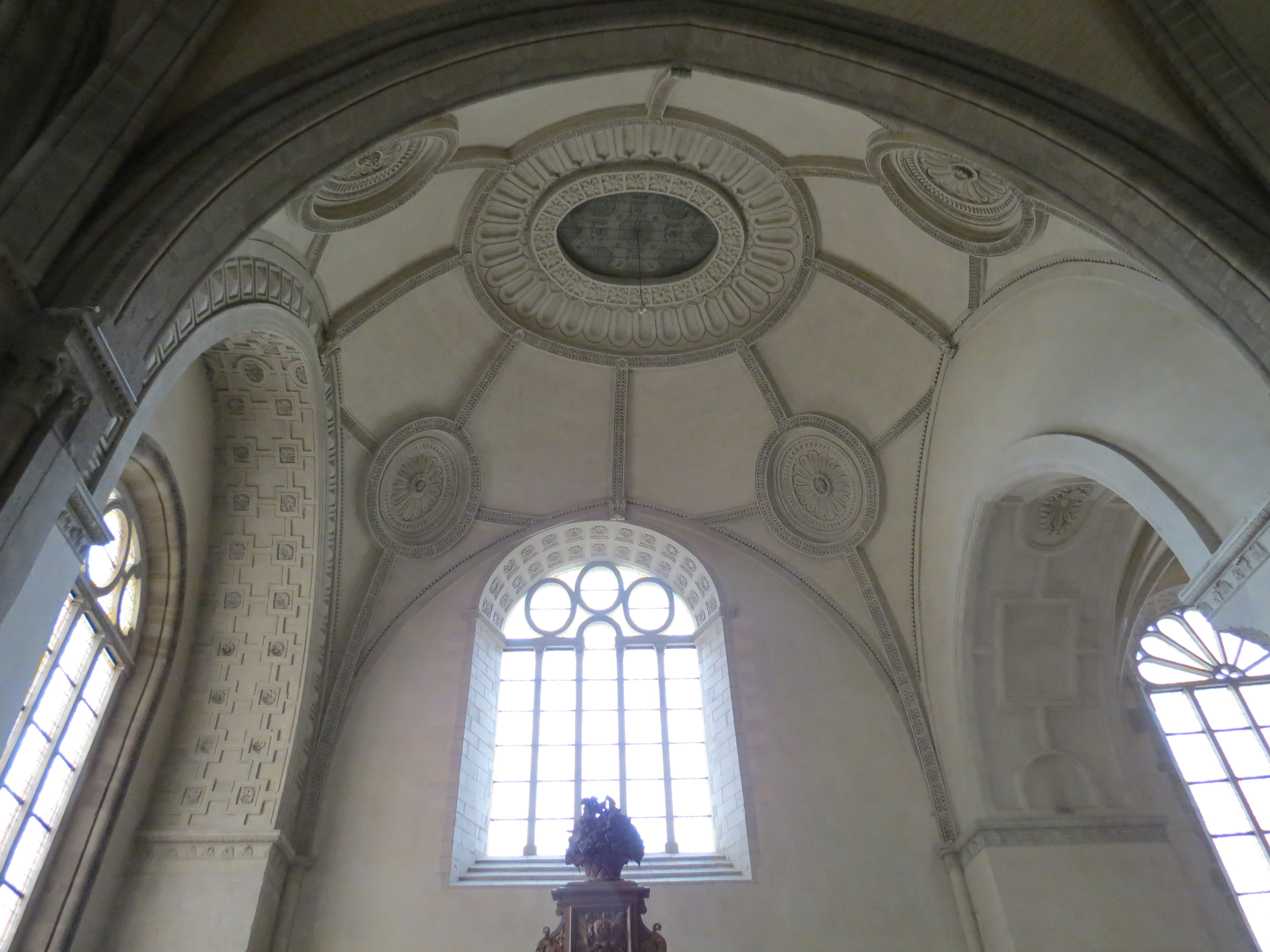
Le bras du transept construit au XVI.

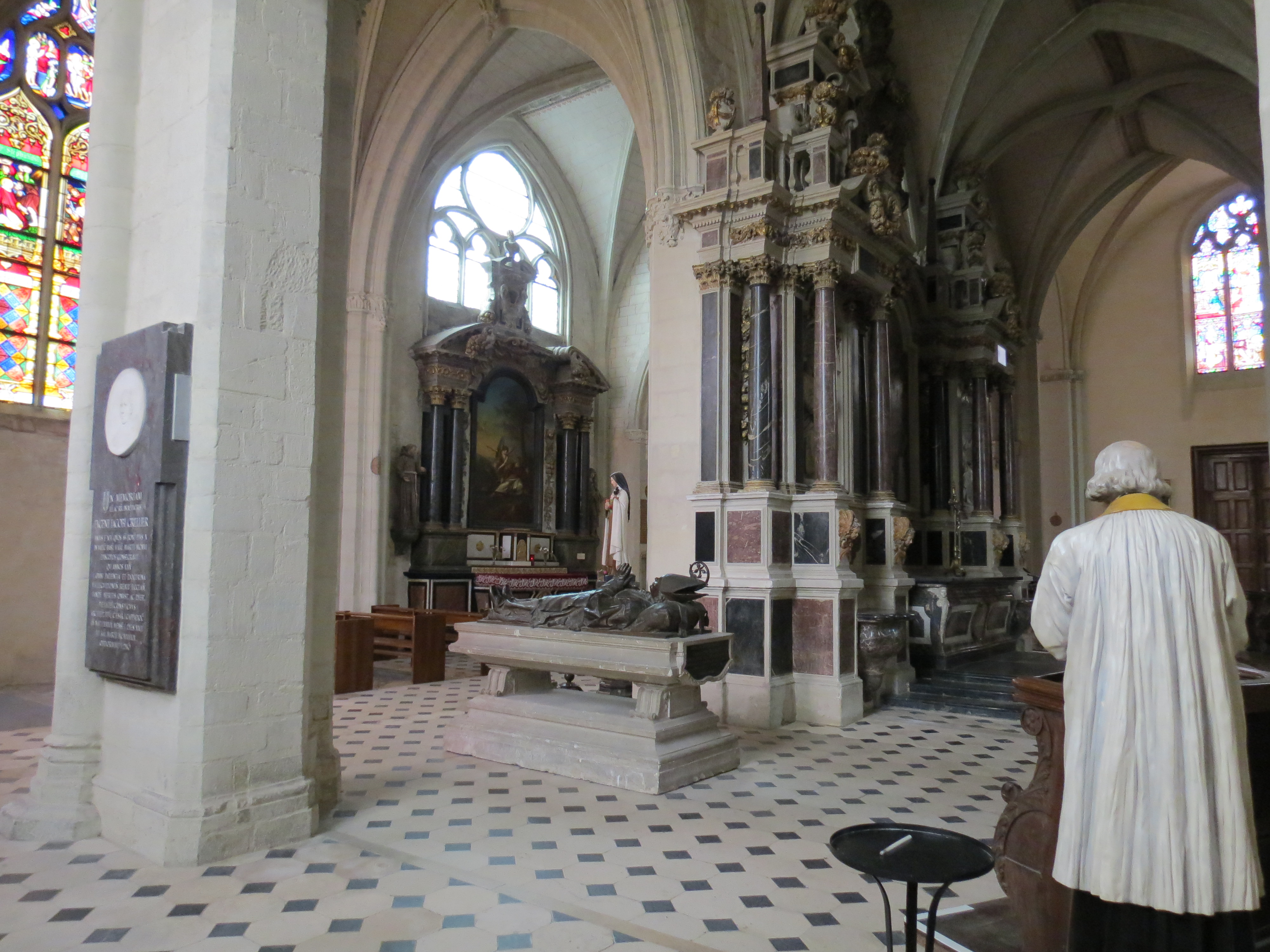
Le chœur.

Le transept actuel date des XVIe et XIXe siècles. Il ne se trouve pas au même emplacement que le transept du Moyen Âge, qui a disparu lors de l'extension du chœur. En effet, celui-ci se trouvait derrière le grand arc roman, alors que le transept actuel se trouve devant. Il réutilise donc la dernière travée de la nef, qui fait office de croisée du transept.
Le bras du XVIe siècle se trouve au nord-est et sa construction a entraîné la démolition d'une partie du mur de la nef. Il est construit en tuffeau et coiffé par une voûte en forme de coupole ovale. Cette coupole, divisée en caissons géométriques, comprend une ouverture en son centre. Elle était à l'origine munie d'un vitrail qui permettait un éclairage zénithal.
Le bras du XIXe siècle, situé au sud-ouest, a non seulement nécessité la démolition d'une partie du mur de la nef, mais aussi d'une partie de la sacristie du XVe siècle. Ce bras est symétrique à celui du XVIe siècle, mais il adopte un style néo-roman.

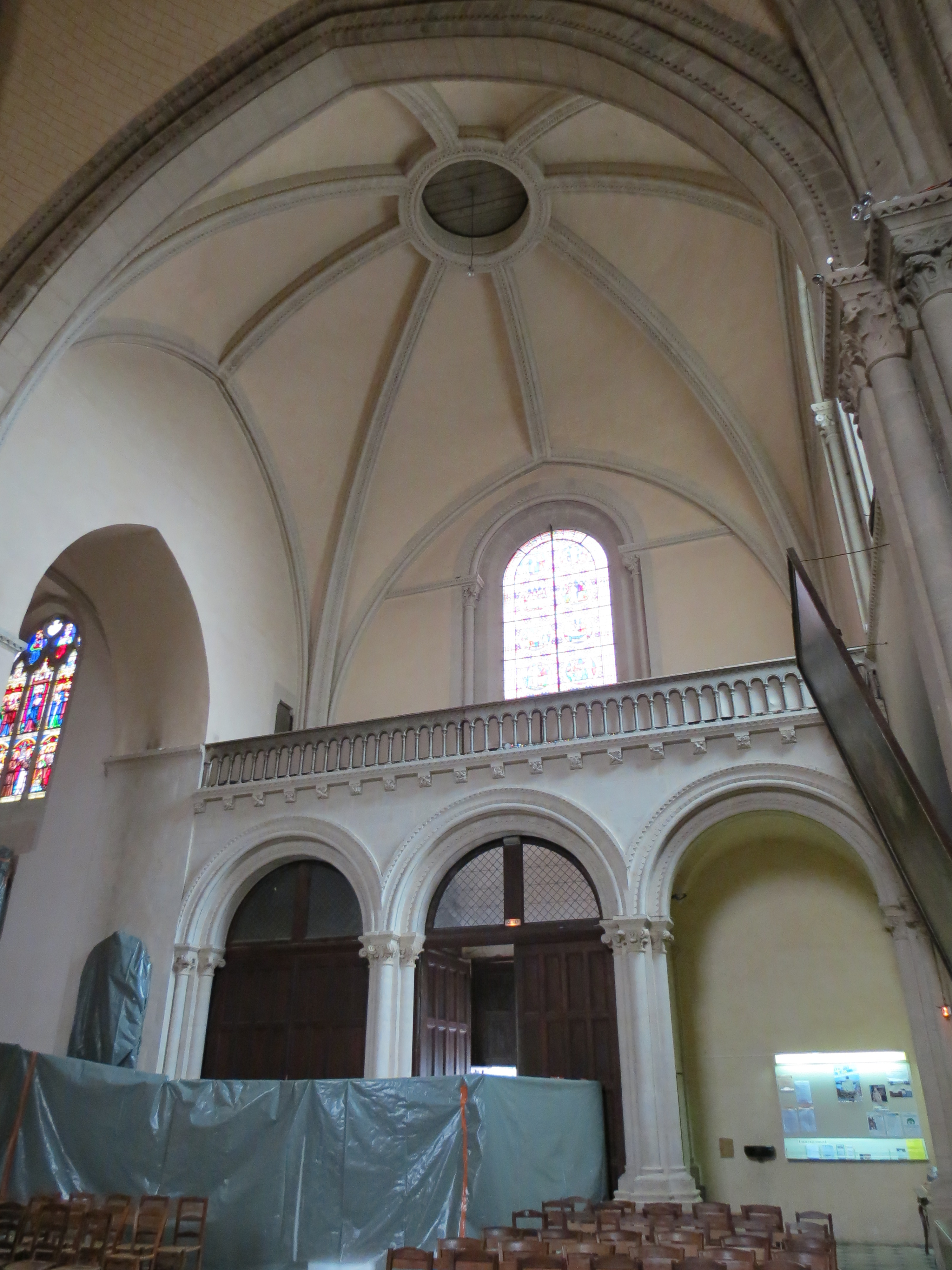
le bras du XIXe siècle.
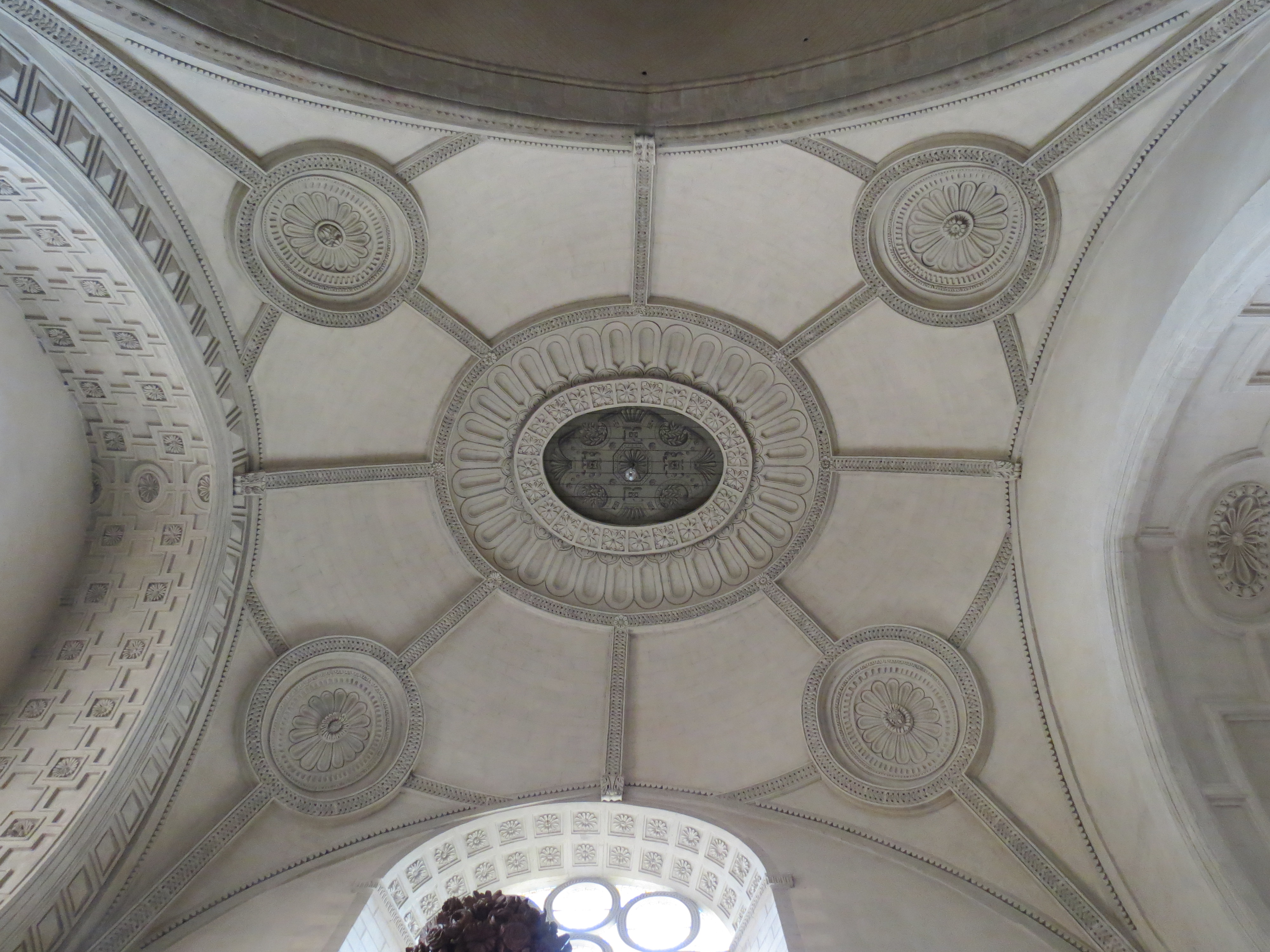
La coupole du bras du XVIe siècle.
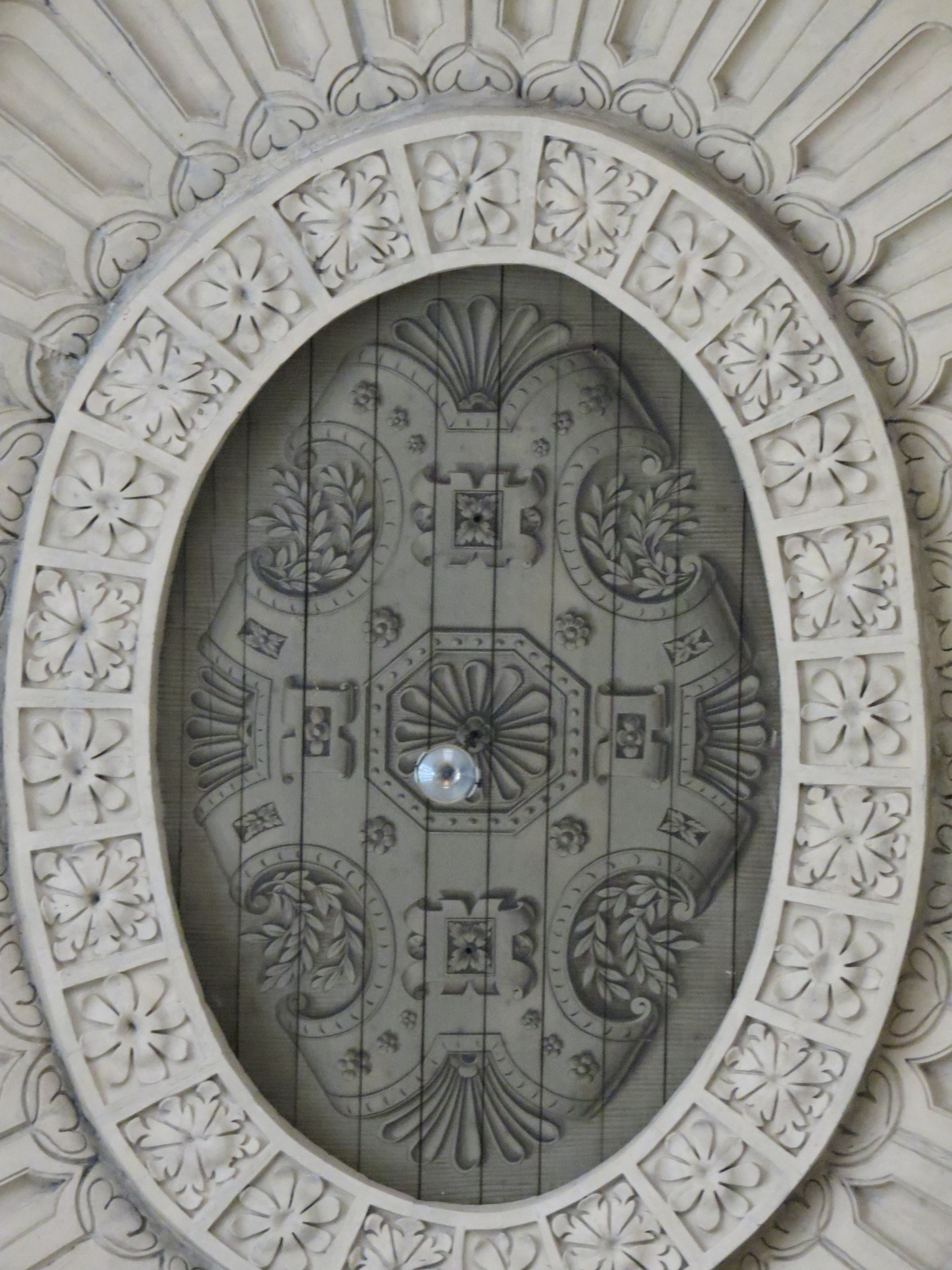
Détail de l'ovale central.

### Chœur
Le chœur est le résultat de multiples extensions et c'est la partie de la cathédrale qui possède le moins de cohérence. Il ne reste que quelques piliers du chevet roman, et la structure générale est donnée par le chevet construit au XVe siècle. Ce chevet, qui était plat et de style gothique, était encadré de deux chapelles rectangulaires. Il a été élargi sur les côtés aux XVIe et XIXe siècles, et il fait aujourd'hui presque la même largeur que le transept. Le déambulatoire du XVIe siècle se caractérise par des petites voûtes présentant des clefs plates et rondes, qui rappellent l'ovale du bras du transept construit à la même période.
La croisée du transept du XIe siècle, qui était étroite et obstruait le chœur, fut dégagée au début du XXe siècle en remplaçant les vieux piliers par des colonnes en granit de Louvigné-du-Désert.

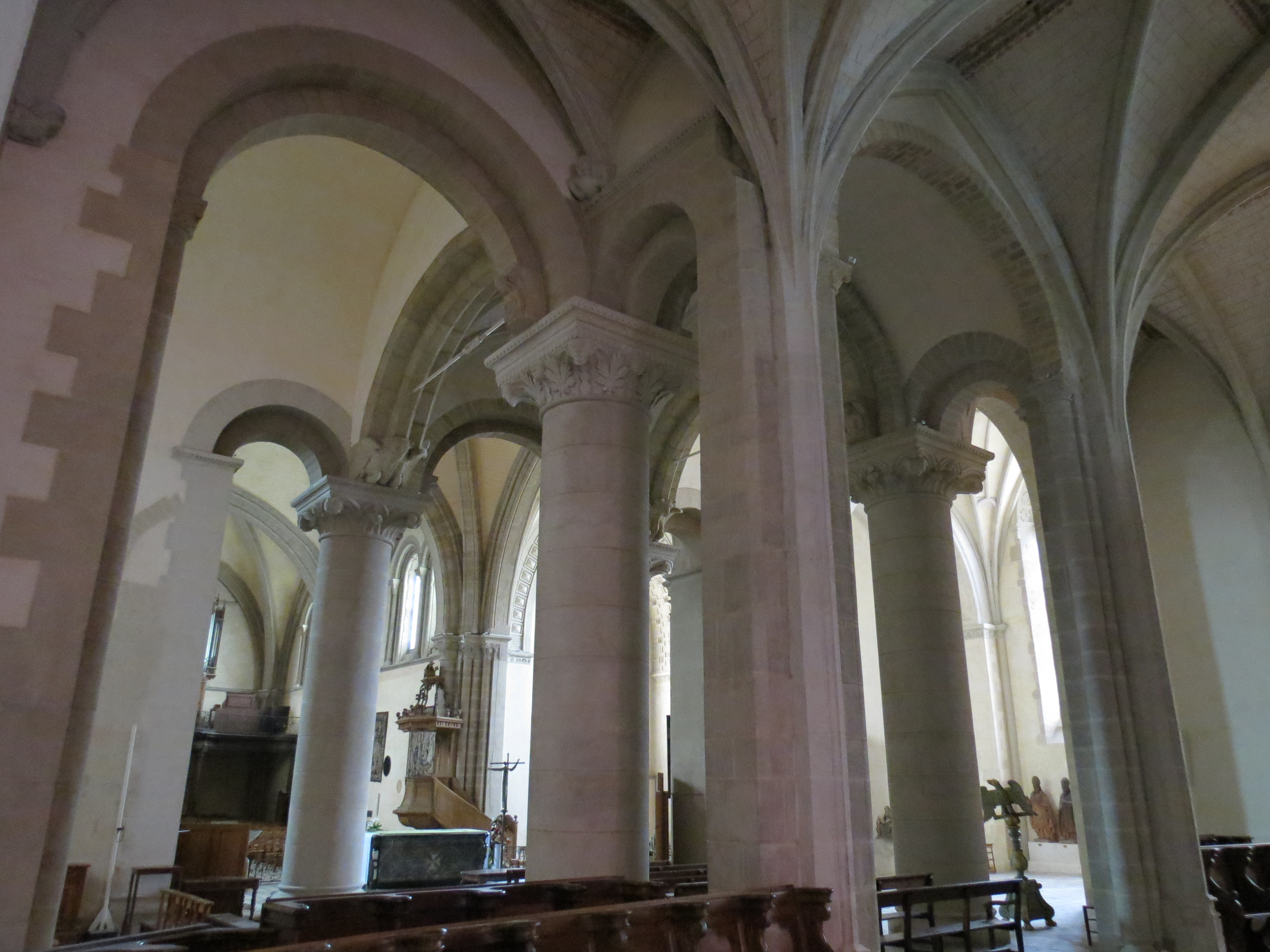
L'ancienne croisée du transept, qui porte le clocher, avec ses colonnes du début du XXe siècle.
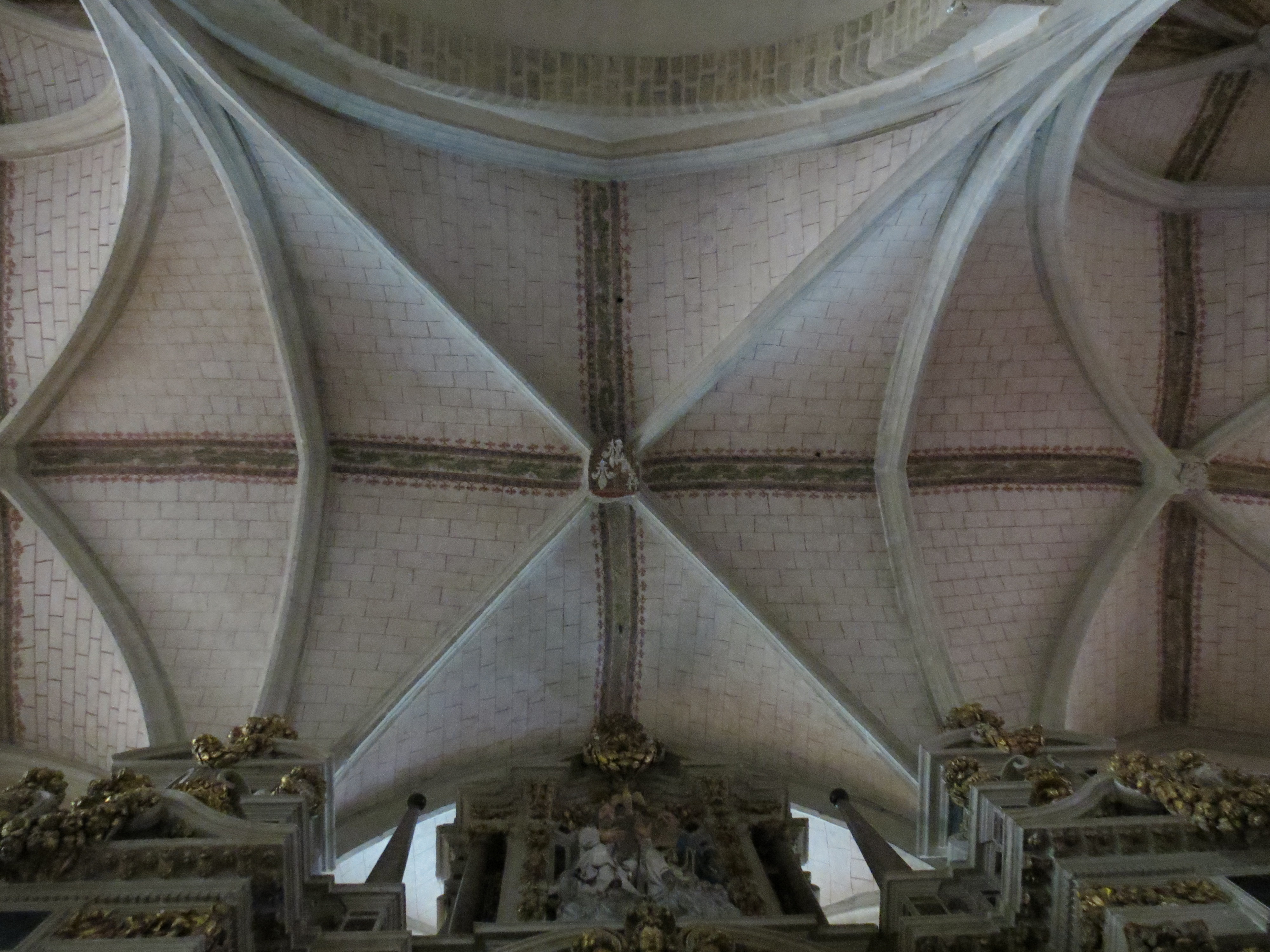
Une voûte dans le chœur.
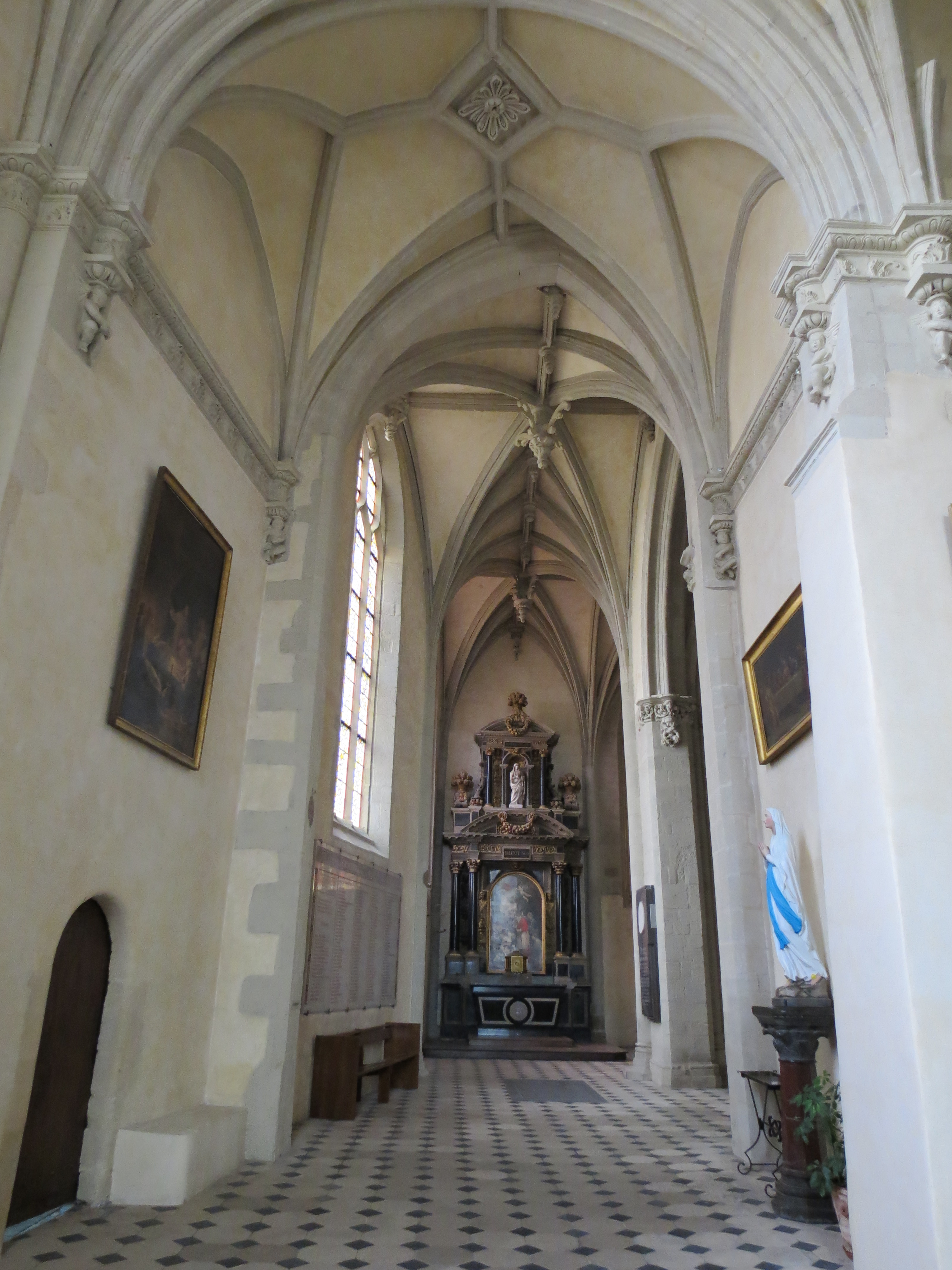
Le déambulatoire du XVIe siècle.

### Clocher

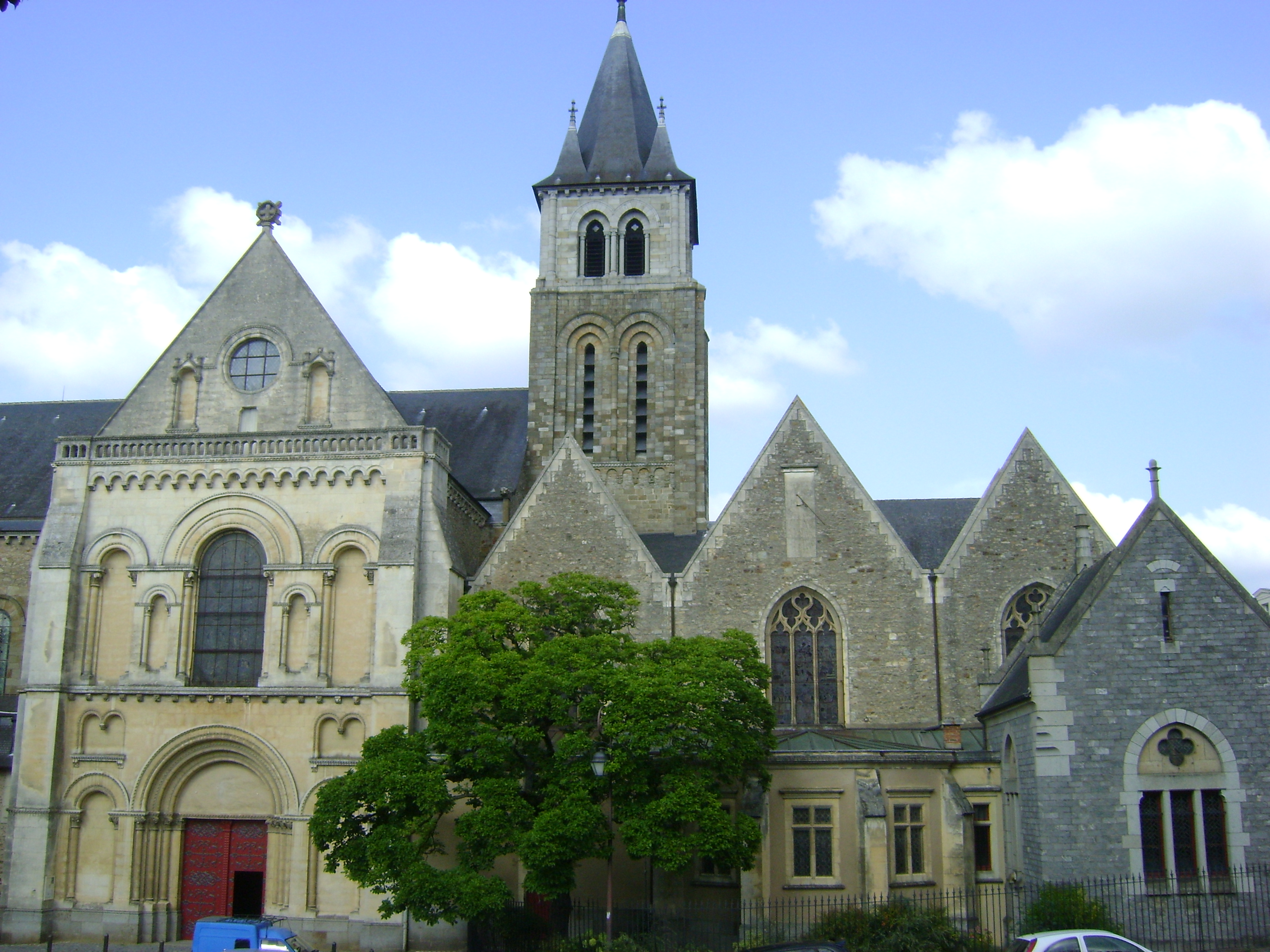
La façade sud-ouest, avec le clocher, le portail du bras sud du transept à gauche et la sacristie du XIX à droite.

Le clocher, de plan carré, est situé sur la croisée du transept, une place qu'il occupe depuis le XIe siècle. L'édifice actuel date pour sa partie inférieure du XIIe siècle. Celle-ci est ouverte par des baies géminées et entourées de voussures. Cette partie inférieure était à l'origine coiffée d'une flèche. Incendiée en 1353 et en 1563, elle n'a jamais été reconstruite. À la place, un dernier étage a été édifié en 1905. Il est en granit et il est lui aussi ouvert par des baies géminées, mais elles sont plus larges que celles du XIIe siècle. Cet ajout, avec son toit en ardoises, rappelle le clocher de l'église Saint-Germain-des-Prés, à Paris.

### Portails
Les portails du transept sont les plus remarquables. Celui du XVIe siècle présente la transition entre l'art de la Renaissance et le style classique. Il présente des registres et des ornements antiques, comme des colonnes corinthiennes et des entablements, mais aussi des détails médiévaux, comme l'arc roman qui surmonte la porte. Son agencement rappelle les retables lavallois qui ont été réalisés au XVIIe siècle. Les niches étaient à l'origine occupées par des statues de pierre. Elles ont été enlevées pendant la Révolution. D'autres statues les ont remplacées en 1853. Faites en terre cuite des Agets (près de Saint-Brice), elles ont été déposées dans la cathédrale en 2010 et des copies ont pris leur place. Elles représentent des saints : Ambroise, Léon, Bernard, Augustin, Grégoire et Benoît.
Le portail du bras sud, réalisé au XIXe siècle, est de style néoroman, tandis que celui de la nef, roman, date du Moyen Âge. Il est difficilement visible car il donne directement sur une rue étroite.
Pierre Guillot est architecte à Laval où il construit en 1575 la voûte à caisson du transept sud, puis le portail sud de l'église de la Trinité. Il y a sans doute une parenté entre Jean Guillot et Pierre, car à la mort de Pierre, vers 1593, le chapitre de la Trinité fait appel à Jean, pour parfaire et continuer le portail de la Trinité et pignon sur icelluy, laissé inachevé.

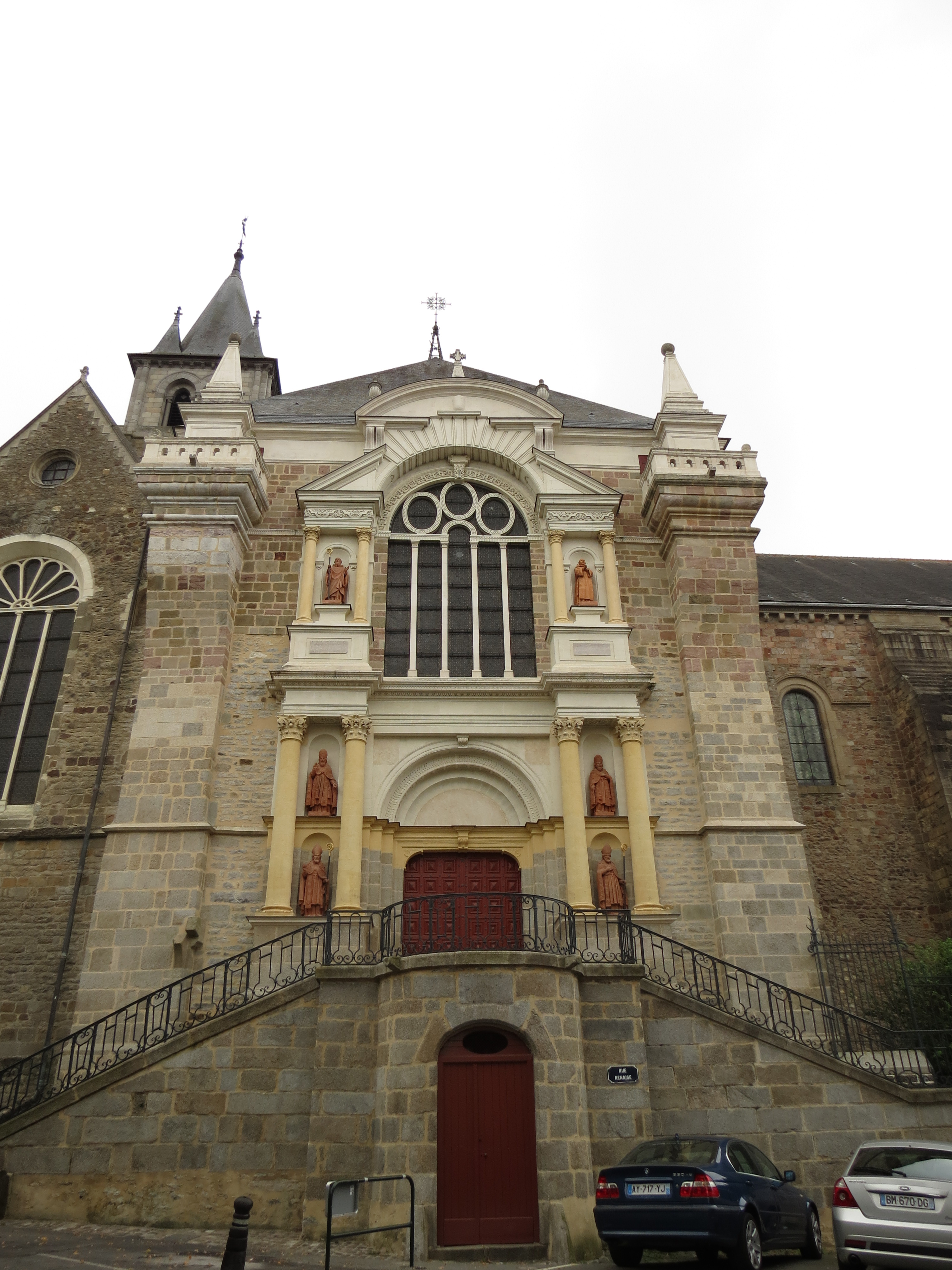
Le portail du bras nord.
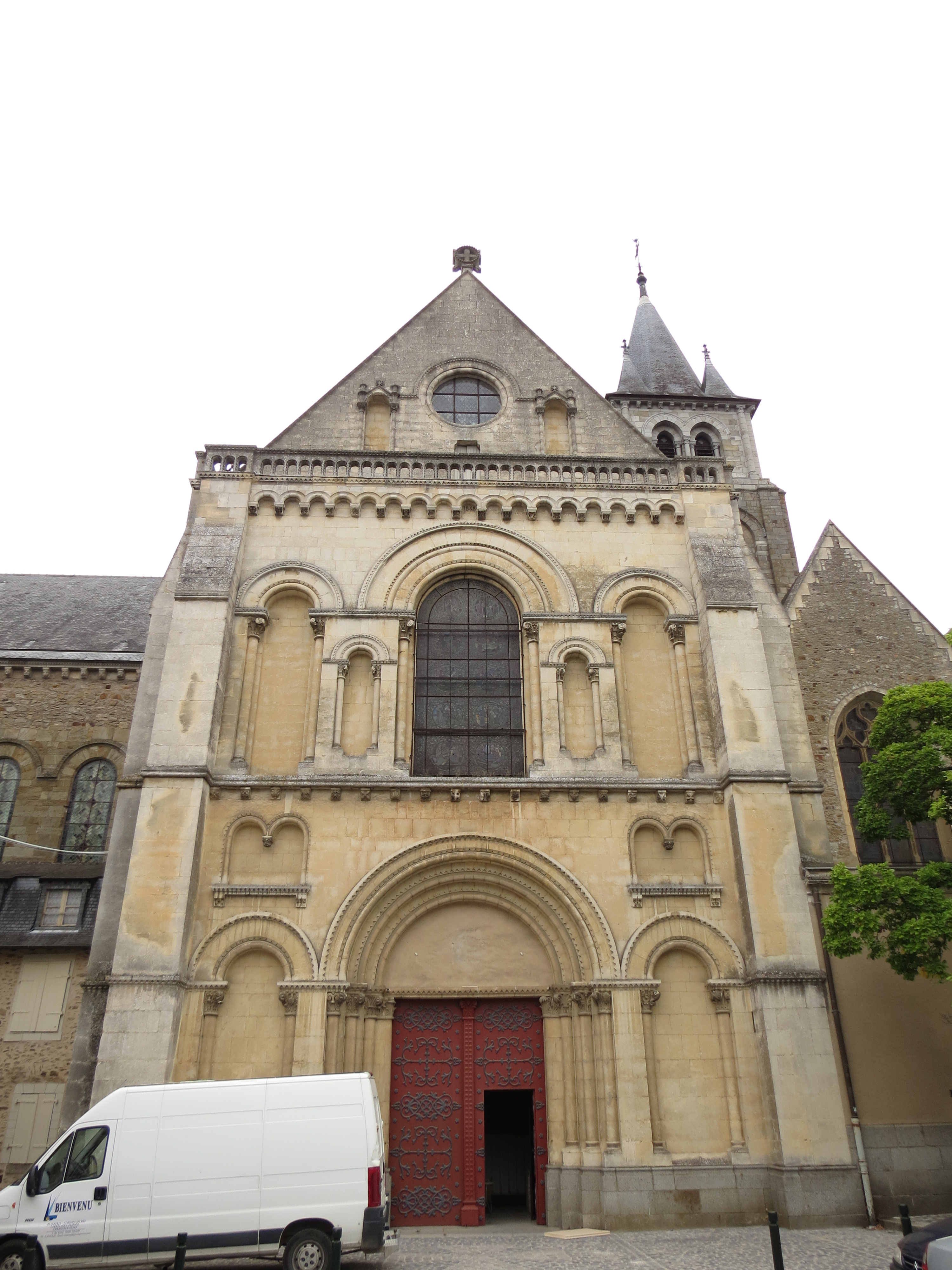
Le portail du bras sud.
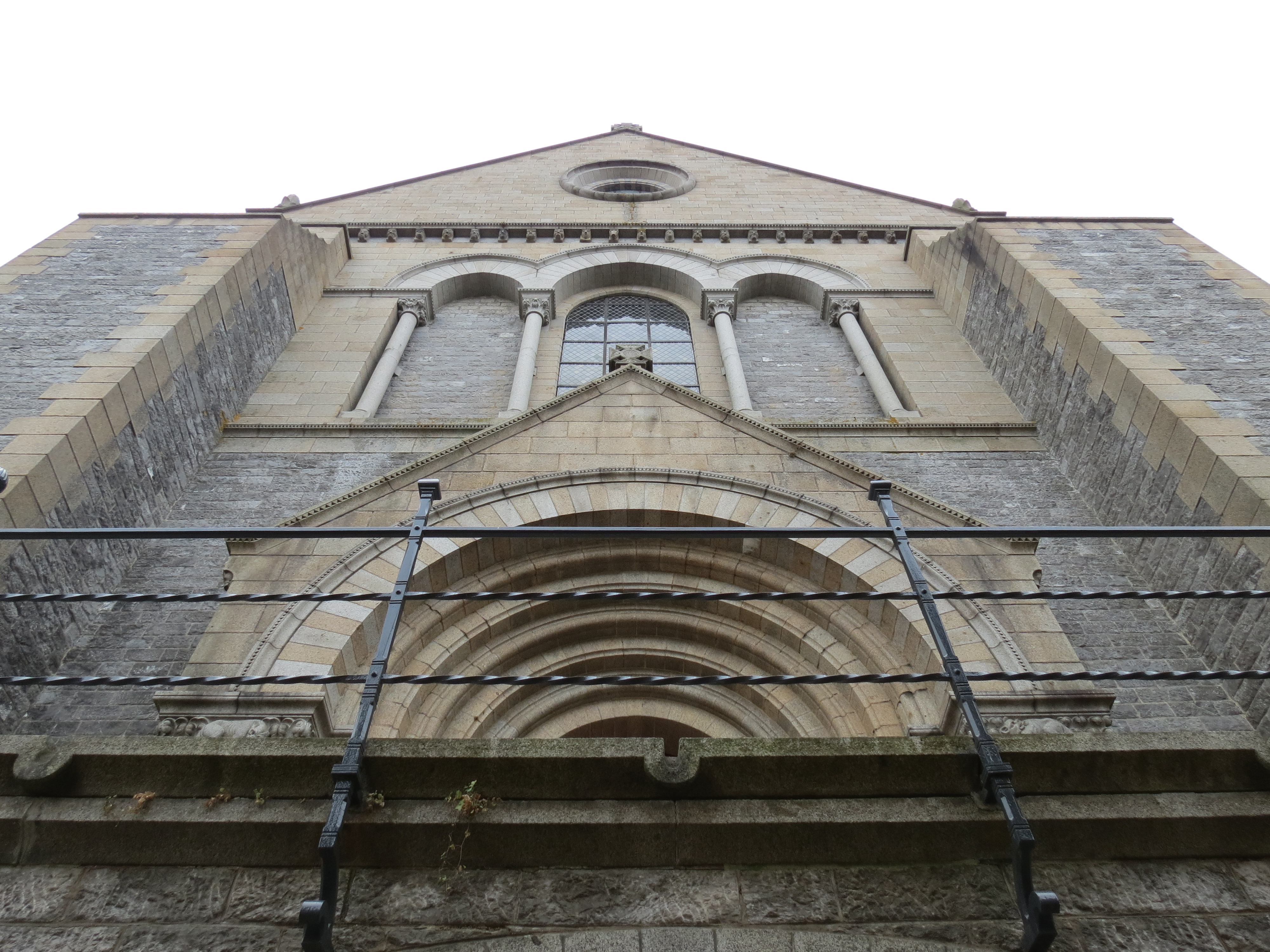
Le portail de la nef.
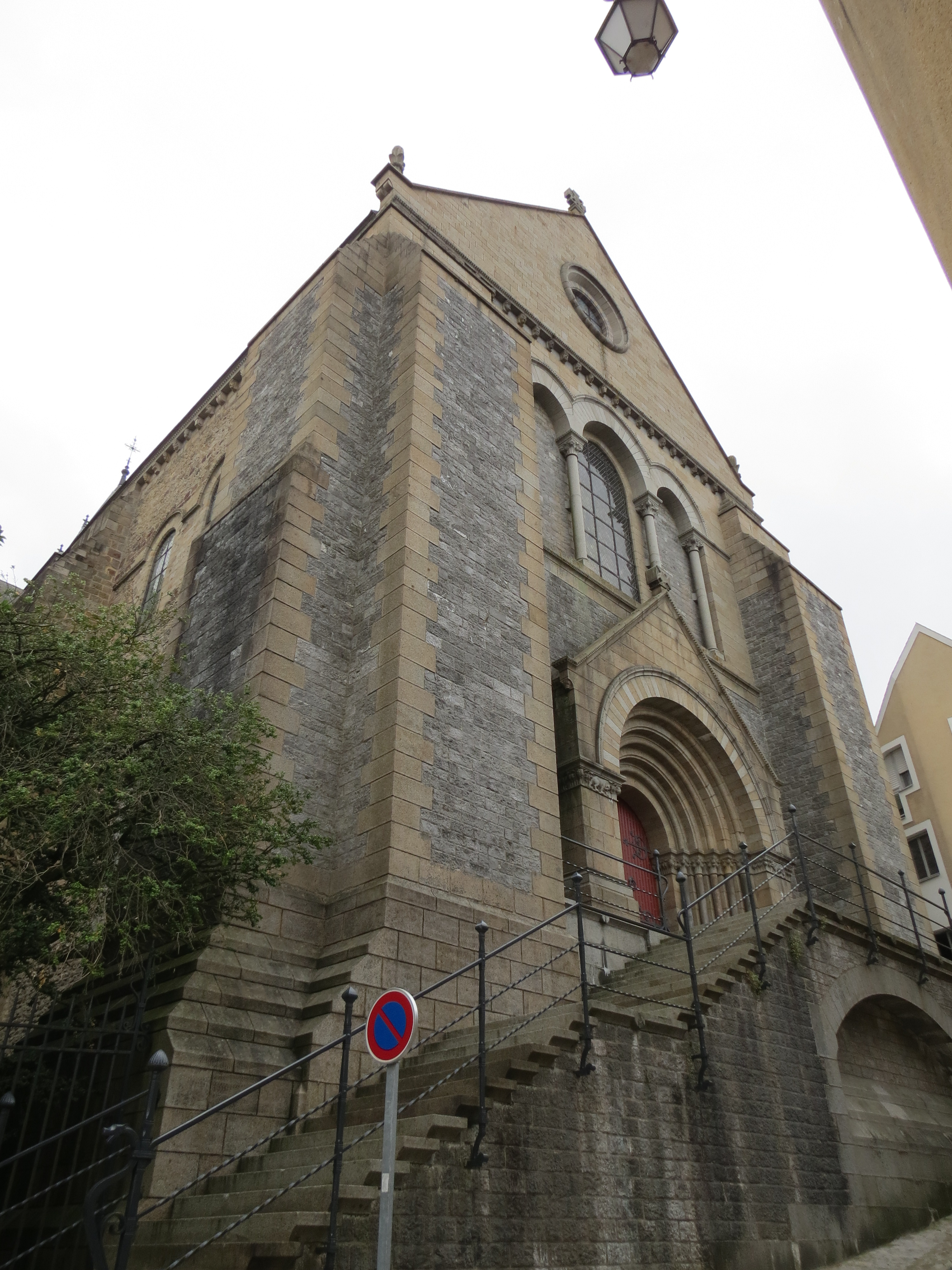
Le portail de la nef.

Les statues du portail du bras nord :

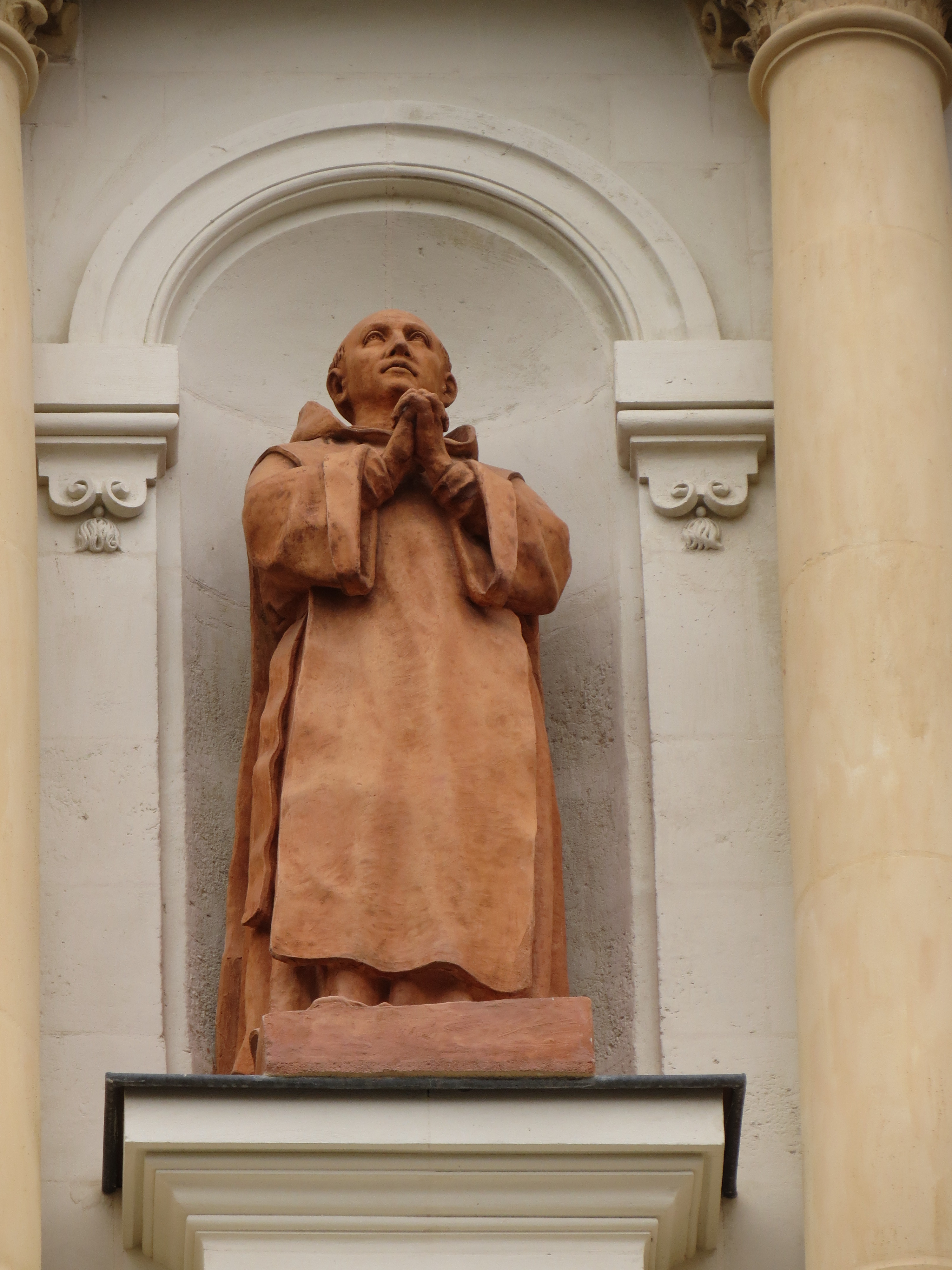
Saint Bernard.
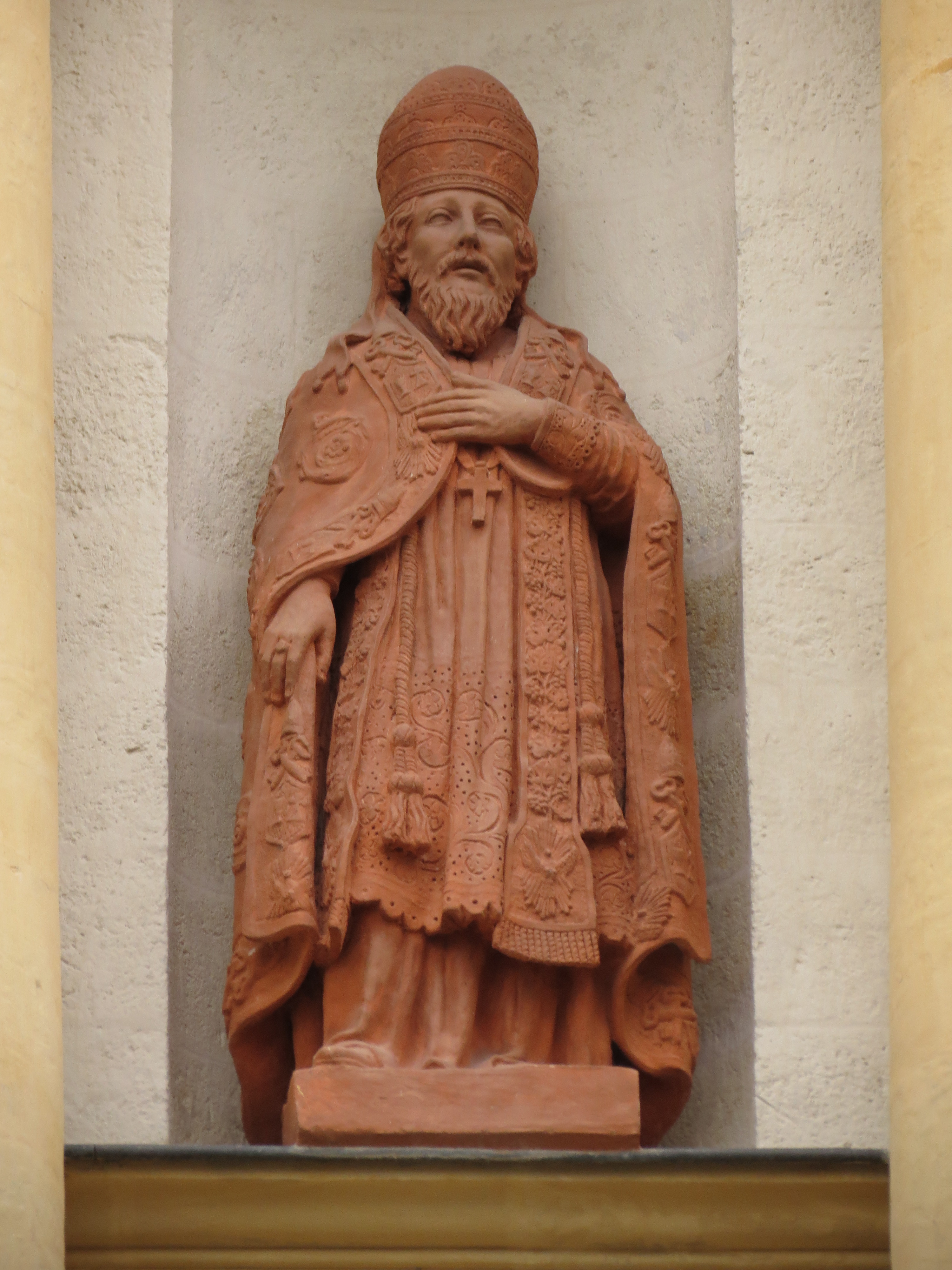
Saint Léon.
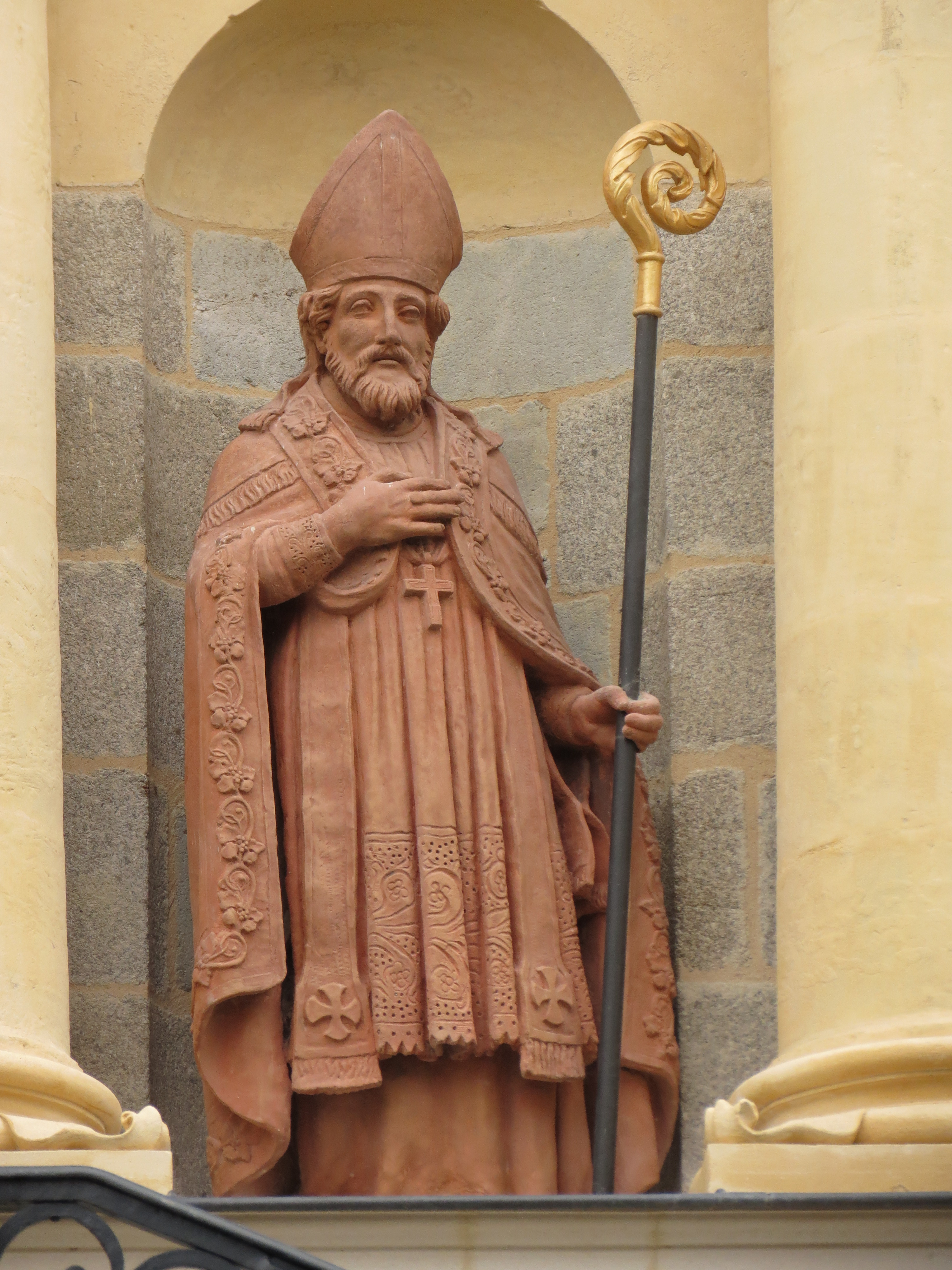
Saint Ambroise.
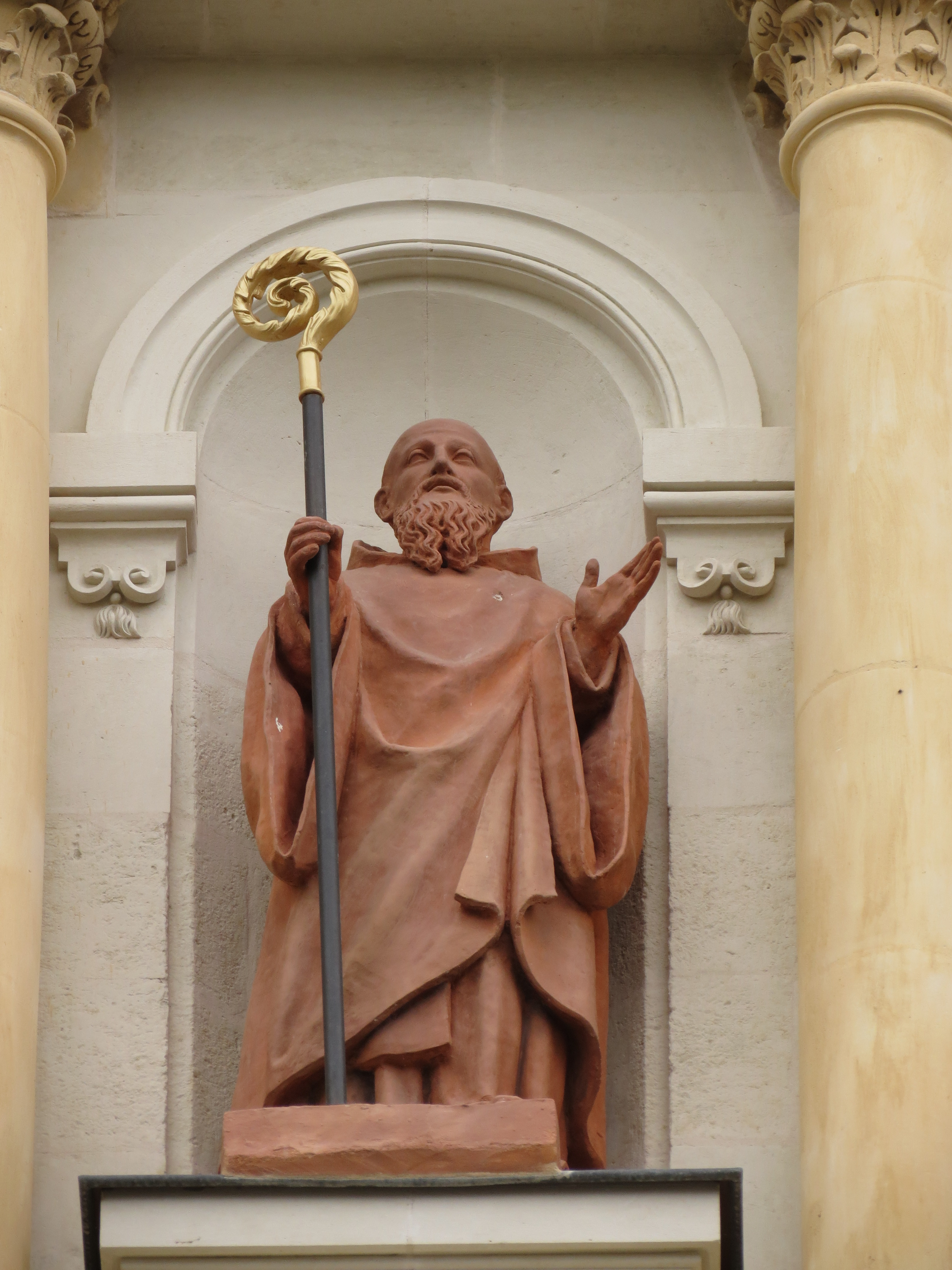
Saint Benoît.
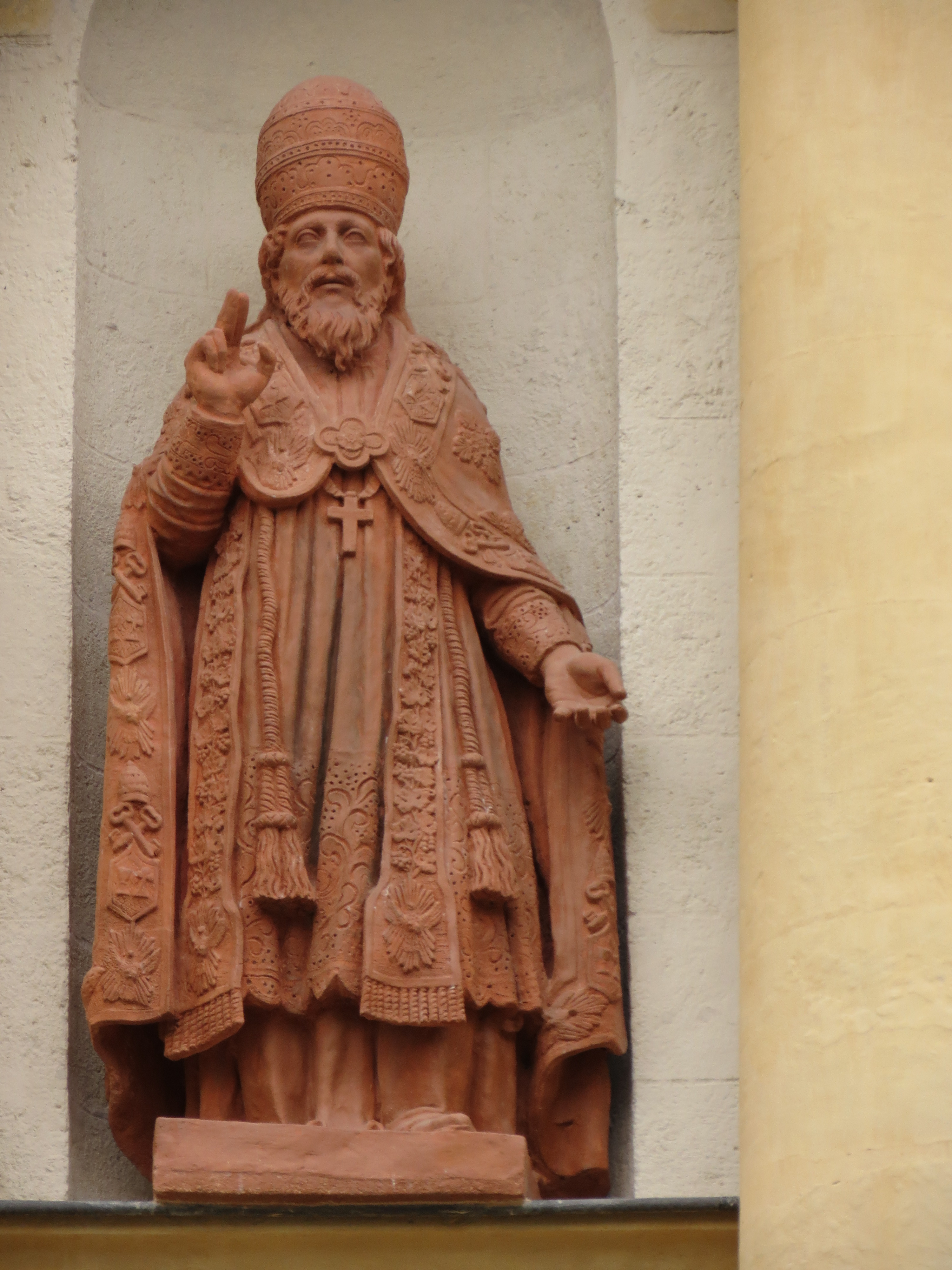
Saint Grégoire.
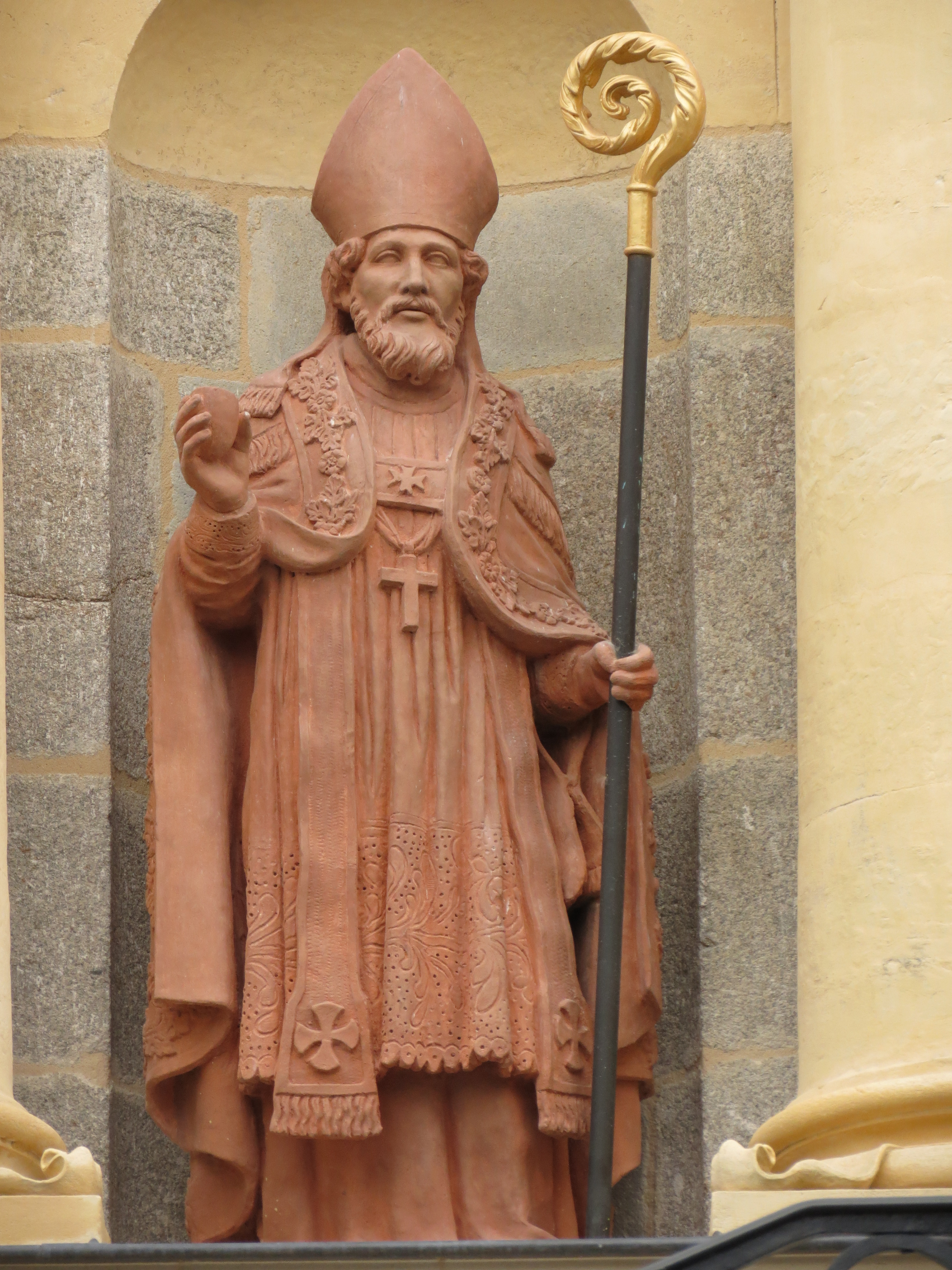
Saint Augustin.

## Mobilier

### Mobilier liturgique
La cathédrale possède un certain nombre d'éléments du XVIIIe siècle, comme la tribune, qui date de 1770. Elle soutient l'orgue et possède un garde-corps en fer forgé sur des colonnes corinthiennes. En dessous, le baptistère ovale en marbre rouge date de la même époque. Le crucifix qui fait face à la chaire est lui aussi du XVIIIe siècle, il est en bois polychrome. La chaire date de 1803. La cathédrale renferme un second bénitier, en marbre, datant de 1554. C'est peut-être la première œuvre en marbre jamais réalisée à Laval.
L'orgue de tribune est un Cavaillé-Coll de style néogothique. Il a été acheté après une souscription lancée en 1852. Le grand orgue d'origine fut vendu à la paroisse de Saint-Pierre-d'Oléron où il est resté depuis.

### Retables

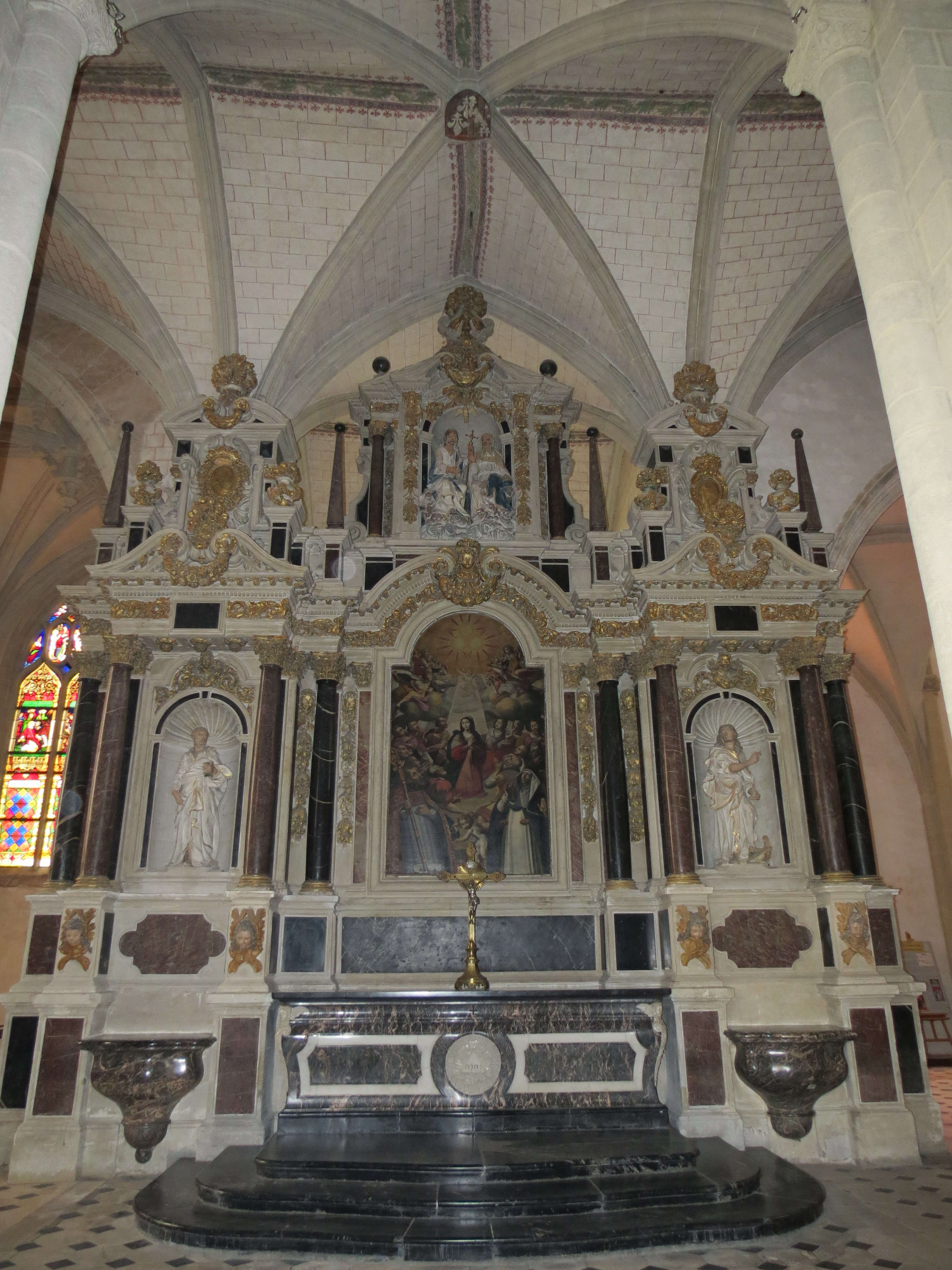
Le grand retable.

Avant la Révolution française, l'église de la Trinité possédait treize retables. Seul le grand retable a survécu, les deux autres plus petits provenant de l'église des Cordeliers.
Le grand retable est caractéristique de l'école lavalloise qui s'est développée au XVIIe siècle et a rayonné dans tout l'ouest de la France. Il est attribué à l'œuvre de Pierre Corbineau et possède trois étages. Le gros œuvre en calcaire, tandis que les colonnes et les incrustations sont en marbre. L'ensemble comporte des statues en terre cuite représentant Saint Jean, Saint Pierre et la Trinité. L'ensemble fait huit mètres de haut,.

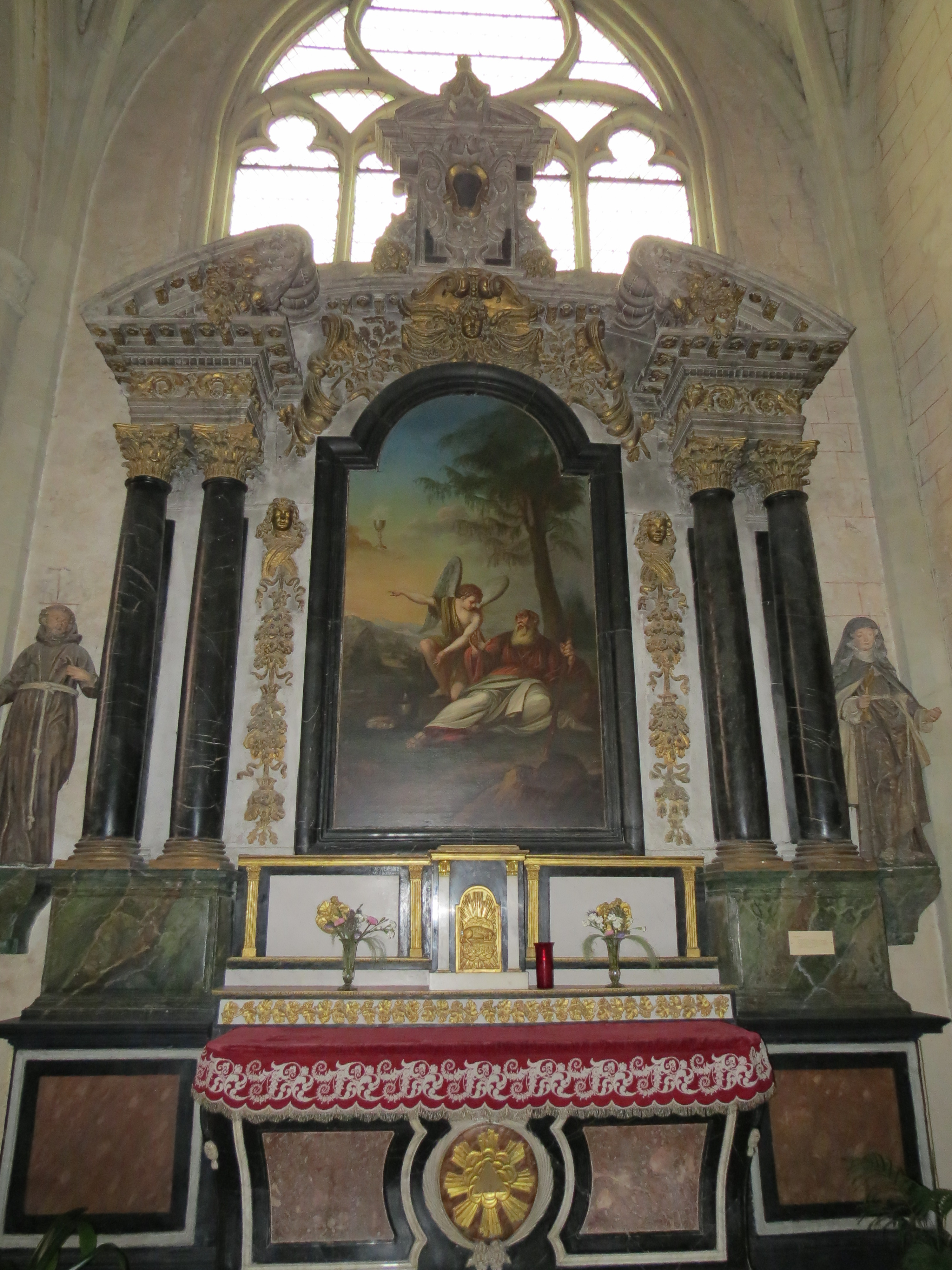
Le retable du Saint-Sacrement.
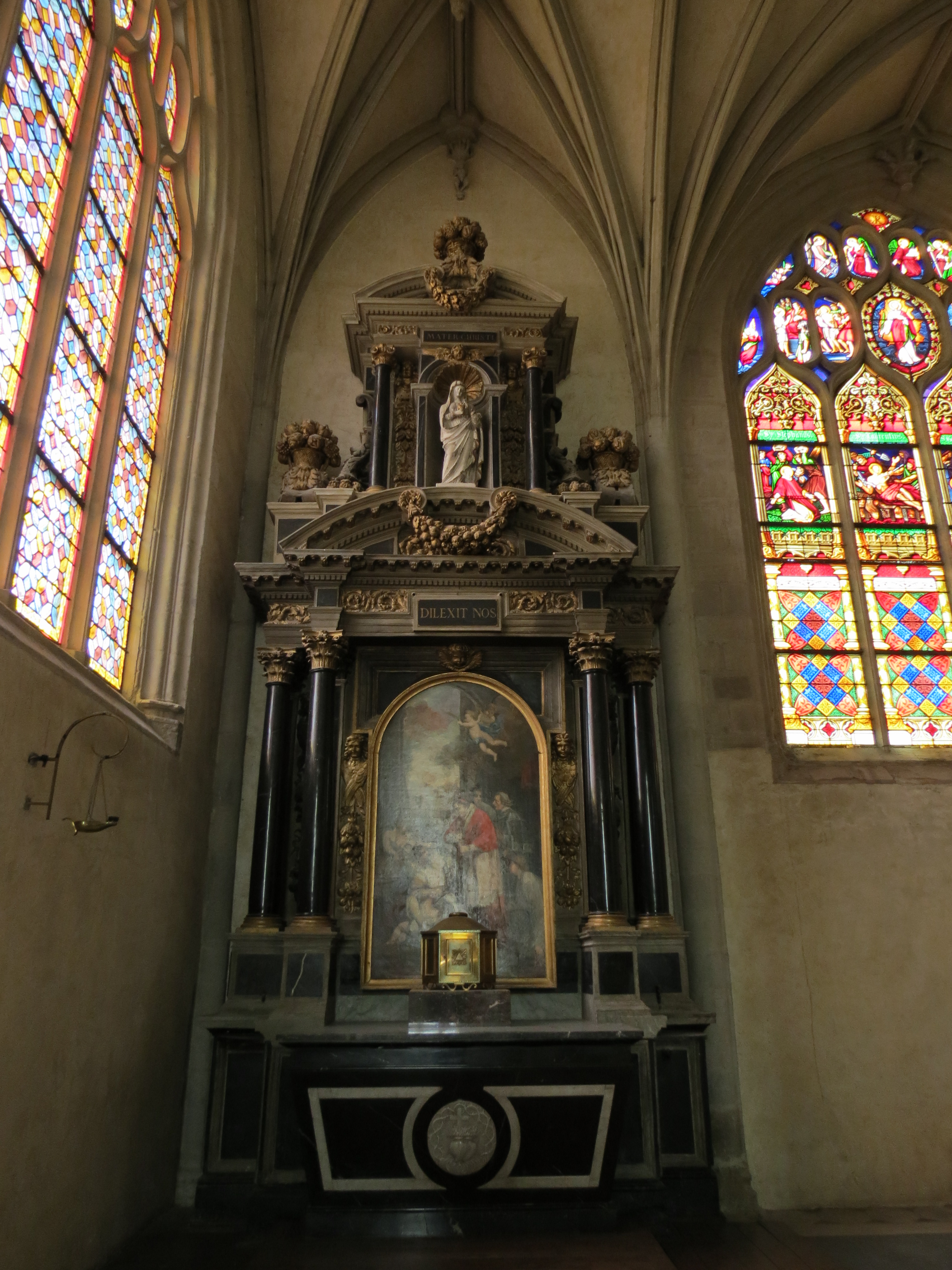
Le retable de la Communion.

### Peintures

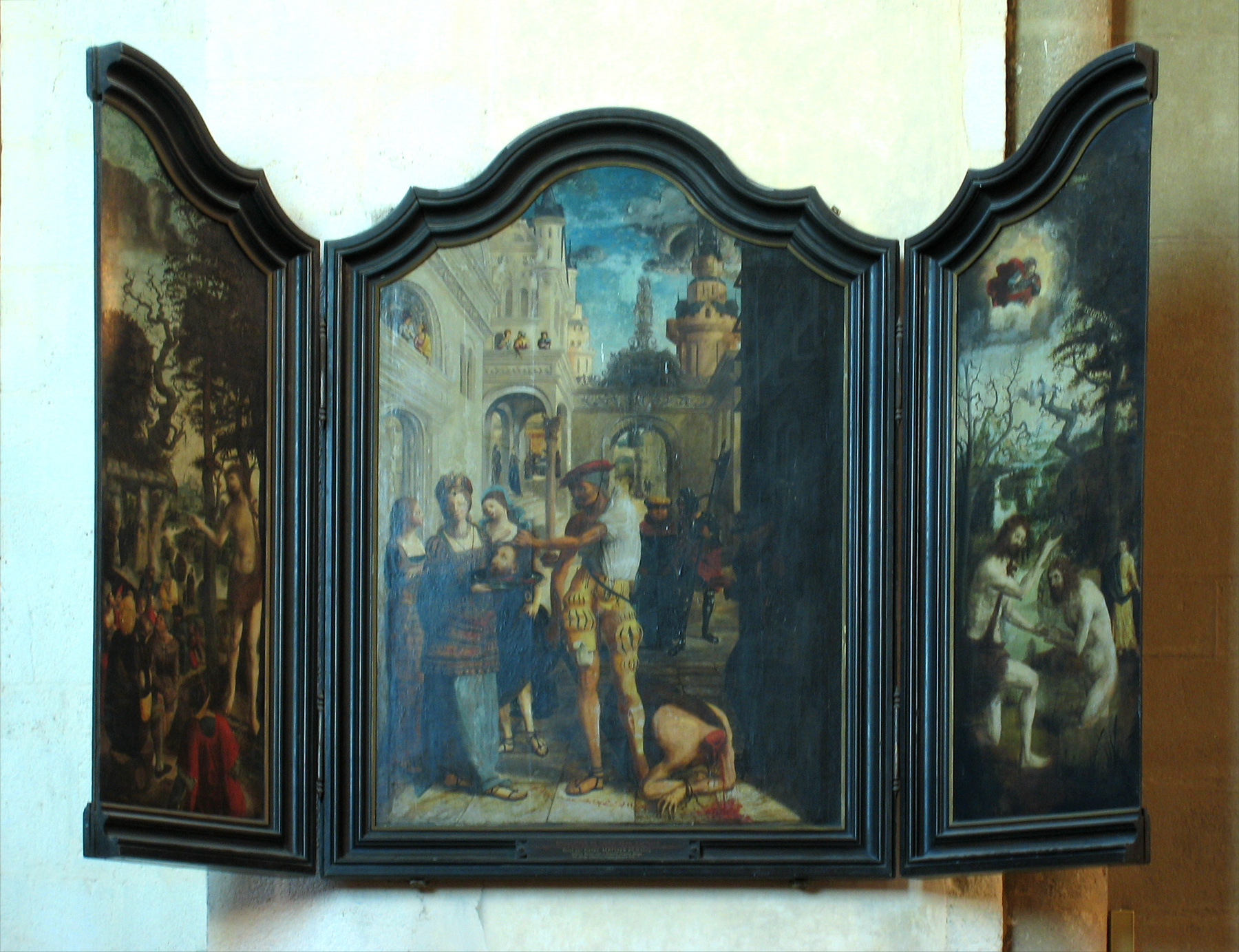
Le triptyque de Pieter Aertsen.

La cathédrale possède un tableau de Louis Boullogne, peintre du XVIIe siècle. Il illustre l'Adoration des Mages. On y trouve aussi une Cène, attribuée à Philippe de Champaigne.
L'église renferme également un triptyque de Pieter Aertsen, peintre hollandais du XVIe siècle. Il est consacré à saint Jean-Baptiste. Le panneau du milieu montre la décollation de saint Jean. La scène se passe dans une ville flamande et les personnages qui y assistent illustrent la société du XVIe siècle, avec des hallebardiers et des médecins coiffés de bonnets. Le panneau de gauche représente la prédication de saint Jean dans le désert, et celui de droite, le Baptême du Christ. Enfin, l'extérieur illustre le martyre du saint par décapitation, sur ordre d'Hérode Antipas. Ce triptyque montre par ailleurs la technique du clair-obscur.

### Statuaire

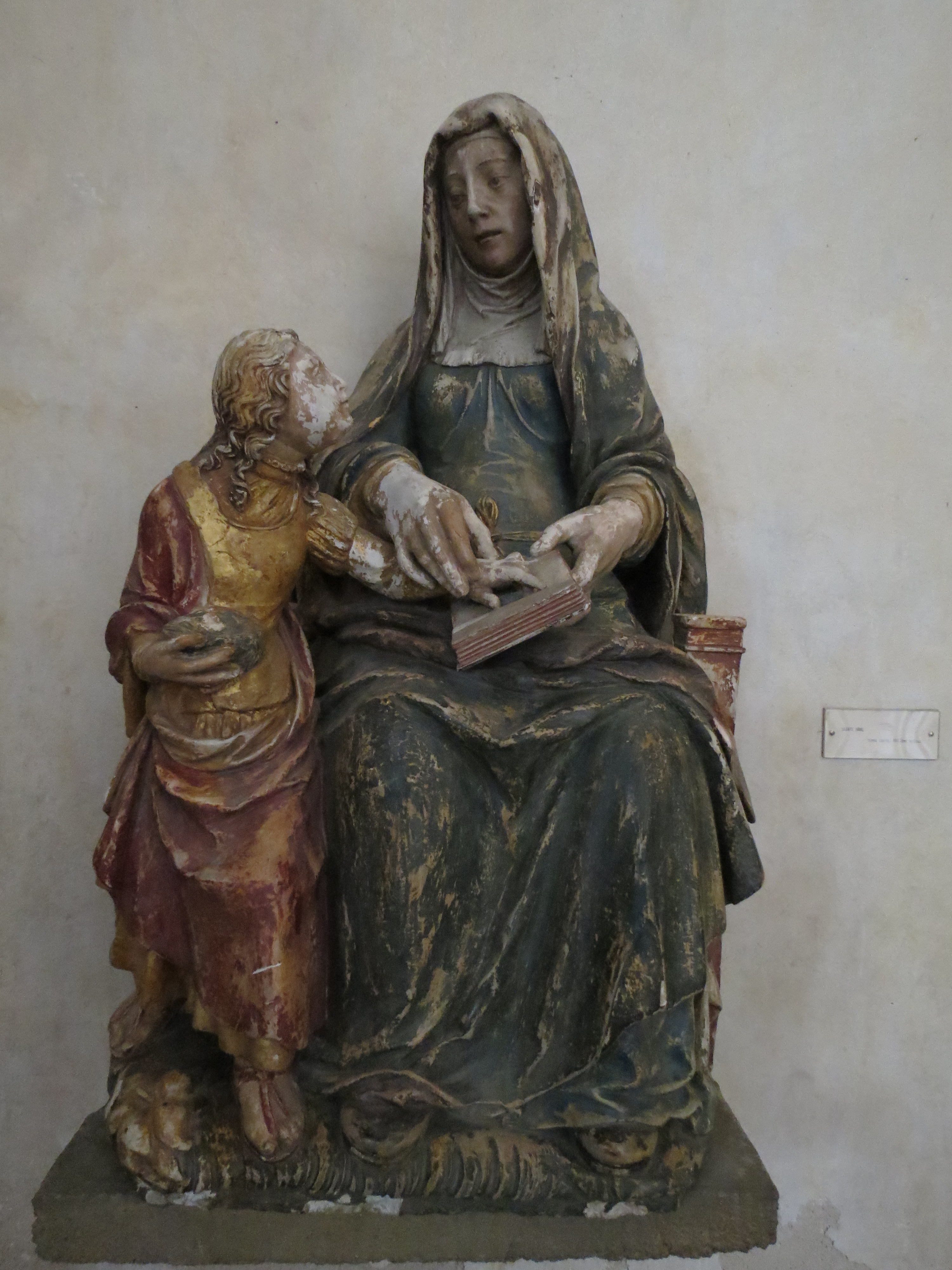
Sainte Anne instruisant la Vierge.

En face se trouve une Vierge à l'Enfant en bois polychrome, de provenance inconnue, qui se trouvait dans les halles de Laval. Les halles se trouvaient non loin, sur la place de la Trémoille, et elles ont été démolies au milieu du XIXe siècle. La statue a été installée dans la cathédrale en 1892 et porte toujours le nom de Vierge-des-Halles.
Une autre statue de la Vierge est visible dans le collatéral du chœur. Elle est baptisée Vierge du Magnificat et a été donnée à l'église en 1683, par un marchand de Laval. Réalisée en marbre de Carrare, elle est inspirées du travail du Bernin. Lors de la Révolution, elle fut rebaptisée Déesse de la Raison, afin de la sauver de la destruction.
Le retable de la Communion est entouré de deux statuettes en terre cuite, typiques de l'école du Mans et qui proviennent sans doute du couvent de Patience. Elles représentent Saint François et Sainte Claire d'Assise. Elles sont attribuées à Charles Hoyau, un sculpteur manceau.
La cathédrale possède aussi une statue en bois naturel du XVIIIe siècle qui représenterait Tugdual de Tréguier, Saint-Patron de Laval, ainsi qu'une statue en pierre polychrome du XVIIe siècle illustrant sainte Anne instruisant la Vierge.
Le tambour qui masque la porte du portail du bras du transept nord date de 1709. Il est bois sculpté et illustre des pilastres corinthiens cannelés qui soutiennent à chaque angle une corniche saillante. Chacune forme en son milieu un arc de cercle contenant un triangle rayonnant, symbole de la Trinité. Le tambour possède aussi un bahut supportant une corbeille de fleurs.
Un bas-relief en bois du XVIIIe siècle illustre le Baptême du Christ. Il provient d'une chapelle privée qui avait été construite en 1701 et détruite en 1944. Un autre bas-relief illustre les 14 martyrs de Laval. Deux statues en bronze (J. Blanchard, sculpteur ; Thiébaut frères, fondeurs) représentent deux évêques de la fin du XIXe siècle : Casimir Alexis Joseph Wicart (1799 1879) agenouillé, implorant (1898) et Émile Bougaud (1823 – 1888), gisant.

### Tapisseries

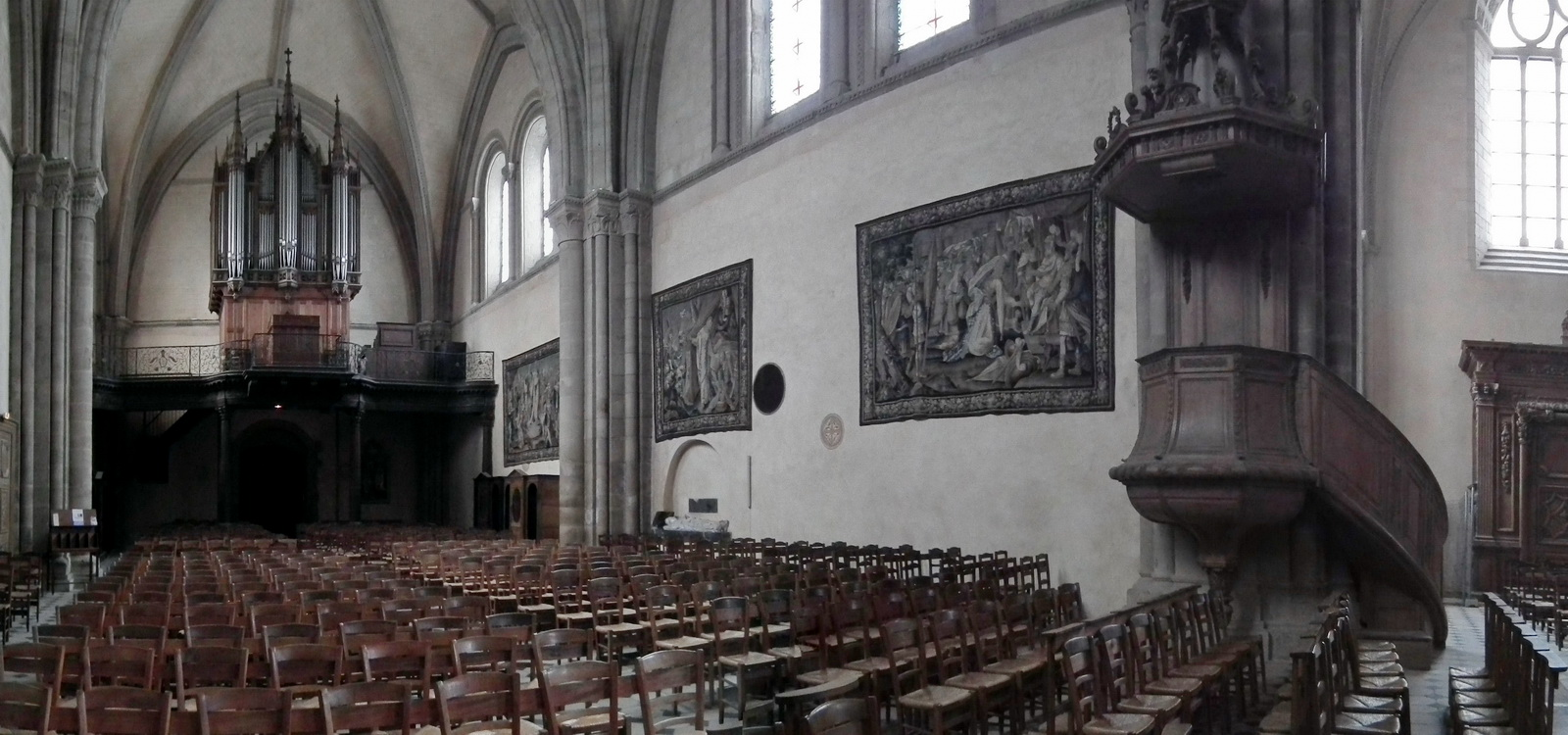
La nef et trois des six tapisseries.

La cathédrale possède un ensemble de six tapisseries, exposées dans la nef. Elles illustrent le Livre de Judith, qui fait partie l'Ancien Testament. Ces tapisseries ont été réalisées pendant la seconde moitié du XVIIe siècle par un atelier de Felletin, un village près d'Aubusson. Les pièces ont des dimensions inégales et elles ont probablement été réalisées pour le couvent de bénédictins qui se trouvait sur la place de Hercé avant la Révolution,.
Les pièces illustrent Judith suppliée par les Béthuléens, Judith en prière, Judith se rendant au camp d'Holopherne, Judith devant Holopherne, la décapitation d'Holopherne et Judith de retour à Béthulie. Les personnages sont en tenue orientale et le personnage de Judith est clairement identifiable et toujours vêtu de la même manière,.
Les tapisseries ont été volées le 24 octobre 1991, puis retrouvées le 7 novembre de la même année. Elles ont été remises en place en 1996.

## Sépultures

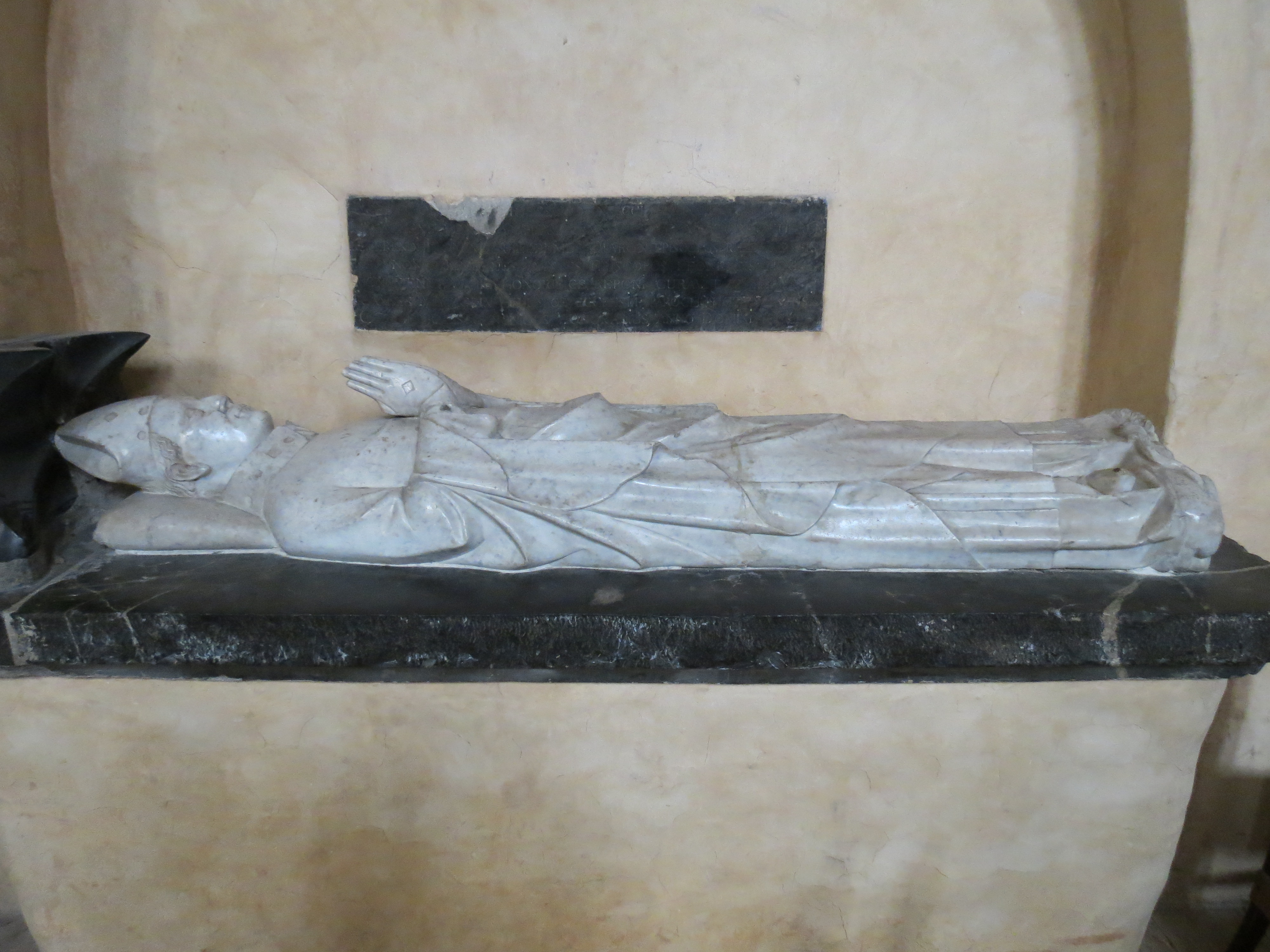
Le gisant de Guillaume Ouvrouin.

Un certain nombre de personnes reposent dans la cathédrale. Le gisant visible dans la nef appartient à Guillaume Ouvrouin, évêque de Rennes mort en 1347. Le tombeau se trouvait à l'origine dans un cimetière, et il n'a été transféré dans la cathédrale qu'en 1808. L'enfeu qu'il occupe contenait auparavant les restes d'un couple de bourgeois lavallois du XIVe siècle.
Liste des évêques inhumés dans la cathédrale :
- Mgr Casimir Wicart
- Mgr Jules-Denis Le Hardy du Marais
- Mgr Victor Maréchal
- Mgr Louis Bougaud[40]
- Mgr Jules Cléret
- Mgr Eugène Grellier
- Mgr Jacques Guilhem
- Mgr Paul-Louis Carrière